# X-メン
X-メン（エックスメン、英: X-Men）は、マーベル・コミックが発行するアメリカン・コミックスに登場する架空のミュータント・スーパーヒーロー・チーム。ジャック・カービーとスタン・リーによって創られたキャラクターで、『X-MEN』#1（1963年9月）で初めて登場し、マーベル・コミックの中でも最も認知度が高く、成功したフランチャイズの一つとなっており、数多くの書籍、テレビ番組、映画、ビデオゲームに登場している。
コミックスは2012年時点で5億部以上が出版され、1991年の原作クリス・クレアモント、作画ジム・リーによる『X-MEN』1号は850万冊以上が出版され、1冊の売上が世界一のコミックとなる。
主人公が後天的に能力を授かるそれまでのヒーローとは逆転する発想で生み出された。X-MENの語源はEXTRA-MEN、生まれながらの超能力者を意味する。

## 設定
X-メンは、突然変異によって超人的能力を持って生まれたミュータントの集団である。ミュータントはその特異な能力から「将来取って代わられるのではないか」と人間からは危惧されている。現にマグニートーをはじめとする超人的能力で人間を支配しようとするミュータント・テロリストが現れ、この状況はさらに悪化している。これに対抗するのが、プロフェッサーXことチャールズ・エグゼビア教授が結成したX-メンである。エグゼビアはミュータントを保護し、彼らに能力の正しい使い方を教えるために学園を開き、X-メンを指導する。X-メンは、人間たちを守りミュータントに対する世界の偏見を払拭するため戦いを続けている。
X-メンのメンバーはチームの再編成や増強などしているため、一貫して所属しているメンバーは一人もいない。「メン」は「マン」の複数形で「X-メン」は集団全体を指す呼称となるため、メンバー個人を指す場合は「X-マン」と呼ぶ。

### 社会問題
ミュータントと一般の人間の紛争は、ユダヤ人、アフリカ系アメリカ人、社会主義者、LGBTなどの、アメリカでのマイノリティたちが経験したことだといわれている。
人種差別問題
この物語の根底には、公民権の問題が潜んでいる。ミュータントは迫害を受ける人種的・宗教的マイノリティの暗喩であると見られることがある。プロフェッサーXはアフリカ系アメリカ人の公民権運動の指導者、マーティン・ルーサー・キング・ジュニアに、マグニートーはマルコムXに喩えられる。また、マグニートーはホロコーストの被害者であり反ナチス・ドイツのメタファーとされる。

## 刊行史
1963年、スタン・リーとジャック・カービーにより、『The X-MEN』が創刊される（何回か改題し『Uncanny X-MEN』になる）。刊行から17号までのうちにマグニートー、ジャガーノート、センチネルなど主要なヴィランが登場し、「人類に迫害されるミュータント」というストーリーの方向性も定まった。12号からはカービーの下書きをワーナー・ロスが仕上げており、18号からはロスが作画を引き継いだ。ライターは新人だったロイ・トーマスが抜擢された。当時は過小評価されていたが、トーマスとロスはXMENを魅力的に描写して、賞賛を得た。1965年には隔月誌だった『The X-MEN』誌が月刊化された。読者を獲得しようとする編集部の意向により、1968年に地底人グロテスクとの戦いでプロフェッサーXが死亡しX-メンは一時解散となった。タイトルも『The X-MEN』50号で『X-MEN』に改題された。49号でチームは再結成され、60年代を代表するアーティストのジム・スタランコが参加するが、51号ですぐにX-MENを離れた。売り上げは悪くなる一方であったが、ロイ・トーマスの復帰と、新たに参加したニール・アダムスのダイナミックな作画によって当時の最高レベルのコミックスと評されるようになった。
アダムスらが参加する以前の売り上げが悪かったため、66号を期に『X-MEN』が一時休刊となり、67〜93号までが12〜45号の再録掲載となる。思い直した編集部の判断によって94号で再録掲載が中止となった。トーマスはX-MENの新チームを「世界各国からメンバーが集う国際的な編成にしよう」と閃く。トーマスの提案を受け、レン・ウェインとハーブ・トリンピーが『Hulk』180号にて、将来『X-MEN』に登場させる予定のウルヴァリンを登場させた。そして1975年に『Giant size X-MEN』が創刊され、X-メンの2期メンバーが集結してチームが再編された。「Giant size」と題されるように、当初は従来の倍近いページ数を想定していたが、次号でページ数は元に戻り、これまでのシリーズのナンバリングを継いだ94号が出版された。ウェインは新人ライターのクリス・クレアモントと組み、新たなX-MENの物語を紡いだ。クレアモントはデイブ・コックラムとともに多くのSF要素をX-MENに取り入れた。1978年の『X-MEN』114号で『The Uncanny X-MEN』に改題し、再び月刊化となる。
クレモントと、作画を引き継いだジョン・バーンにより売り上げは伸び続け、80年代の終わり頃にはスーパーヒーローコミックのベストセラーとなった。クレアモントとバーン、そしてテリー・オースティンの三人は81年にチームを解消するまでに『ダークフェニックス』、「デイズ・オブ・フューチャー・パスト」という名作を世に送り出した。クレモントは82年にはX-MENの二期メンバーで一番人気のあったウルヴァリンのミニシリーズを作画のフランク・ミラーとともに描いた。作画にはベテランのデイブ・コックラム、彼の後には若手のポール・スミス、ジョン・ロミータJr、マーク・シルベストリが加わった。バラバラになっていたファースト・ファイブはボブ・レイトンとジャクソン・ガイスによる新シリーズ「X-ファクター」で再結集され、このシリーズはウォルター・サイモンスンとルイーズ・サイモンスンの夫婦が手がけ好評を得た。87年にはクレアモントがかつて創造したキャプテン・ブリテンをリーダーにした『エクスカリバー』を創刊した。X-MENは様々なシリーズと関連作品を形成し、巨大な作品群となった。
1991年にはX-メン関連雑誌で「ミュータント・ジェネシス」と呼ばれる大規模な改変が行われた。再編されメンバーが一新したX-ファクターはピーター・デイビットが担当し、後にこの作品の要素はミュータントXへ引き継がれる。ロブ・ライフェルドが担当するニューミュータンツは、チーム名をXフォースと改めコマンド部隊の活躍を描いた。ニューミュータンツのメンバーが成長を遂げたため、あらたに十代の新チームを活躍させる「ジェネレーションX」が始まり、スコット・ロブデルとクリス・バチャロが担当した。さらにX-メンはブルー、ゴールドの2つのストライクフォースチームに再編成され、純粋な戦闘チームとしての色が濃くなった。ゴールドチームは引き続き『The Uncanny X-MEN』で描かれ、新たにブルーチームの活躍を描く『X-MEN』が創刊した。『X-MEN』の1号はクレアモントとジム・リーがコンビを組み、850万部というアメリカン・コミック史に残る売り上げを記録する。91年が終わる頃にクレアモントは17年という長期に渡った『X-MEN』の執筆活動に区切りをつけた。後任はファビアン・ニシーザ、スコット・ロブデル、マーク・ウェイド、スティーブン・シーグル、アンディ・キュバート、ジョー・ケリーなどが務めた。代表的な作画家はウィルス・ポータシオ、ブランドン・ピータース、アダム・キュバート、アンディ・キュバート、ジョン・ロミータJr、ジョー・マデュレイラ、クリス・バチャロ、アラン・デイビスなどの名があがる。1992年には初のアニメ化作品、『X-メン』が制作された。アニメは日本を含む様々な国で放送され、コミックも国境を越えて広がりを見せた。1995年には『エイジ・オブ・アポカリプス』が発表され、4ヶ月に渡ってX-MENの全シリーズで大々的なクロスオーバーが組まれた。90年代の終わり頃には、60年代にニール・アダムスが発表したファーストファイブの最終号以降の出来事を描く『X-MEN :ザ・ヒドゥン・イヤーズ』がジョン・バーンとトム・パーマーの手により発表された。
2000年より、実写映画の『X-MEN』が公開され、以降も関連映画が定期的に公開されるようになる。クレアモントが『X-MEN』と『アンキャニィX-MEN』のライターとして復帰した。アニメ『X-MEN Evolution』が放送された。
2001年から脚本にグラント・モリソンが加わり、X-メンの関連雑誌で「X-メン・マンス」と呼ばれる大規模な改変が行われた。X-メンが「恵まれし子らの学園」の教師になり、学園の様子を原点回帰させるなど、設定や人員を整理することで脚本の質を上げ対象年齢を引き上げることに成功した。人気のないシリーズは廃刊し、既存シリーズは改題と共に内容を刷新した（『X-MEN』114号で『New X-MEN』に改題。『The Uncanny X-MEN』394号で『Uncanny X-MEN』に改題。『X-Treme X-MEN』創刊）。『Ultimate X-MEN』創刊（この世界は別次元アース1610にあたる）。
2004年に創刊された『Astonishing X-MEN』でアイズナー賞の長編シリーズ賞を受賞する。『New X-MEN』が『X-MEN』に改題。
2009年 ウルヴァリンを中心にしたテレビアニメ、『ウルヴァリン・アンド・ジ・X-メン』が放送開始。
2011年、日本のアニメ会社マッドハウスが制作したテレビアニメ、『ウルヴァリン』、『X-メン』が放送開始。

### 日本語版の出版状況
日本語版は日本で年数を置いて断片的に刊行されている。
1980年代に光文社がアメリカンコミックと日本の漫画を半分ずつ掲載した月刊誌ポップコーンにおいて、クラコアとの戦いで第二期X-MENが結成される話などが2号分収録されている。
1990年代にゲームの制作やアニメの放映により、日本語版の出版も盛んになった。小学館プロダクション（現・小学館集英社プロダクション）からジム・リーが活躍していた頃の作品を中心に全17巻の『X-MEN』が発売。続いてウルヴァリンのスピンオフである『ウェポンX』、シリーズのガイド本である『アンキャニィX-MEN』が発売された。マーヴルコミックのオムニバス雑誌『マーヴルクロス』全17巻においては様々な短編エピソードや長編シリーズが収録された。そしてクロスオーバーを集中的に収録した、『エイジ・オブ・アポカリプス』全3巻、『オンスロート』全4巻、『ゼロトレランス』全6巻が発売された。
原作コミックの出版を受け、メディアワークス（現・アスキー・メディアワークス）の電撃文庫から日本語版オリジナル展開のライトノベルが全3巻が出版された。他にも、日本人漫画家によるアニメ版などの再漫画化版が竹書房の『コミックガンマ』に連載され、後に全13巻の単行本に纏められた。これらの漫画作品は後にアメリカで英語訳されマーベル社からも『X-MEN:THE MANGA』として99年までに26巻発売された。
2000年代には新潮社よりパラレルワールド（アルティメット・マーベル・ユニバース）を舞台としたリメイク作『アルティメットX-MEN』が発売された。だが脚本家のマーク・ミラーが継続して担当した33話分、全11巻を期に発売中止となった。同時期に麻宮騎亜がアーティストとして参加した『アンキャニィX-MEN』も発売された。2000年代後半からヴィレッジブックスと小学館集英社プロダクションより『ウルヴァリン:オリジン』、『アストニッシングX-MEN』、『ハウスオブM』などが発売された。二社は2010年代に入ってからも継続してX-MENの邦訳コミックを出版しているが、X-MENの出版が最優先されていた90年代とは異なり、アベンジャーズやスパイダーマンがメインでX-MEN関連タイトルの出版頻度は低く、シリーズ出版が中断したり、通常書店に流通しない通販専売タイトルとなることも多い（X-MEN系でもウルヴァリンやデッドプール関連のタイトルはこの時期でも積極的に翻訳されている）。
2020年末に小学館集英社プロダクションがマーベル・コミックス社と日本語版の独占翻訳権契約を締結したため、X-メン関連タイトルも2021年1月以降契約分は同社の発売となる。なお、それ以前にヴィレッジブックスより翻訳されたタイトルについては、各タイトルごとの翻訳契約が切れるまで引き続き販売を行うが、それ以降は書店在庫のみになるとの告知がされている。

## 作品
アンキャニィX-MEN
（Vol.1）1963年〜2011年。全544号。
（Vol.2）2012年。全20号。
（Vol.3）2013年〜2015年 。全36号。
（Vol.4）2015年〜2017年。全19号。
（Vol.5）2019年。全22号。
（Vol.6）2024年〜
X-メン: レガシー
「X-Men」というタイトルで1991年に始まった第2のメインシリーズ。号数は継続したまま、何度もタイトルが変更されている。
「X-Men」1991年〜2001年。#1〜#113まで。
「New X-Men」2001年〜2004年。#114〜#156まで。
「X-Men」2004年〜2008年。#157〜#207まで。
「X-Men: Legacy（Vol.1）」2008年〜2012年。#208〜#275まで。
「X-Men: Legacy（Vol.2）」2012年〜2014年。#1〜#25。
「X-Men」2024年〜
X-Treme X-Men
（Vol.1）2001年〜2004年。全46号。
（Vol.2）2012年〜2013年。全13号。
（Vol.3）2022年〜2023年。全5号。
X-Factor
チームを離れた初代X-MENを描いたシリーズ。途中から彼らに保護された若手ミュータントチームに変更された。
第二シリーズはハボック、第三はフォージがリーダーを務めた。
（Vol.1）1986年〜1998年。全149号。
（Vol.2）2002年。全4号。
（Vol.3）2006年〜2013年。全94号。
（Vol.3）2020年〜2021年。全10号。
（Vol.4）2024年〜2025年。全10号。
New Mutants
消息不明になった X-MEN に代わり結成された若いミュータントチームを描く。
（Vol.1）1983年〜1991年。全100号。
（Vol.2）2003年〜2004年。全13号。「New X-Men: Academy X」へとタイトルが変更。
（Vol.3）2009年〜2012年。全50号。
（Vol.4）2019年〜2023年。全33号。
X-Force
ケーブルが指導者となったニューミュータンツから変更されたシリーズ。第二シリーズはチームがX-Statixと改名されるまでを描いた短期シリーズ。
ウルヴァリンがリーダーとなった第三シリーズは暗殺を行うなど攻撃的なチームとなり、X-MENの暗部を担った。
（Vol.1）1991年〜2002年。全129号。
（Vol.2）2004年〜2005年。全6号。
（Vol.3）2008年〜2010年。全28号。
（Vol.4）2014年〜2015年。全15号。
（Vol.5）2018年〜2019年。全10号。
（Vol.6）2019年〜2024年。全50号。
（Vol.7）2024年〜2025年。全10号。
Astonishing X-Men
（Vol.1）1995年。全4号。エイジ・オブ・アポカリプスのストーリーの為「Uncanny X-Men」から変更されたシリーズ。
（Vol.2）1999年。全3号。
（Vol.3）2004年〜2013年。全68号。
（Vol.4）2017年〜2018年。全17号。
ジェネレーションX
（Vol.1）1994年〜2001年。全75巻。若手ミュータントの活躍を描くシリーズ。
（Vol.2）2017年〜2018年。全12巻。
Excalibur
（Vol.1）1988年〜1998年。全125巻。
（Vol.2）2000年〜2001年。全4巻。
（Vol.3）2004年〜2005年。全14巻。
（Vol.4）2019年〜2021年。全26巻。
Marauders
（Vol.1）2019年〜2022年。全27巻。
（Vol.2）2022年〜2023年。全12巻。
NYX 
「NYX（Vol.1）」2003年〜2005年。全7巻。
「NYX: No Way Home（Vol.1）」 2008年〜2009年。全6巻。
「NYX（Vol.2）」2024年〜2025年。全10巻。
New X-Men
2004年〜2008年。全46号。「X-メン:レガシー」とは別シリーズで、若手ミュータントの活躍を描く。
ウルヴァリン・アンド・ジ・X-メン
（Vol.1）2011年〜2014年。全42号。
（Vol.2）2014年。全12号。
Amazing X-Men
（Vol.1）1995年。全4号。エイジ・オブ・アポカリプスのストーリーの為「X-Men」から変更されたシリーズ。
（Vol.2）2013年〜2015年。全17号。「Wolverine and the X-Men」から変更されたシリーズ。
X-Men: Red
（Vol.1）2018年。全11号。
（Vol.2）2022年〜2023年。全18号。
X-Statix
2002年〜2004年。全26号。「X-Force（Vol.1）」の#116〜#129までのメンバーが独立したシリーズ。芸能活動を積極的に行ったり、相次いでメンバーが死亡するなど異色な構成となった。
Ultimate X-Men
（Vol.1）2001年〜2009年。全100号。X-メンの設定を最初から作り直した作品。アルティメット・マーベルの作品の一つ。Ultimate Comics: X-Menへと継続。
(Vol.2) 2024年〜。桃桃子（Peach Momoko）のアルティメット・ユニバースの作品。

## あらすじ

### 1960年代
チャールズ・エグゼビアことプロフェッサーXは生まれながらにして超人的な能力を持つ新人類「ミュータント」である。彼はミュータントの子供たちのためにニューヨーク州ウェストチェスター郡のセイラムセンターに「恵まれし子らの学園」と言う私設学校を設立し、テレパシー能力を使って、5人の子供たち（マーベルガール・サイクロップス・アイスマン・ビースト・エンジェル）を集め、日々能力の正しい使い方と正義の心を説いていた。エグゼビアの指導を受け成長した子供たちはX-MENと名乗るようになる。ある日、磁力を操るミュータント・マグニートーがケープ・シタデルにある米軍のミサイル基地の略奪を企てる。事件をいち早く知ったX-MENは現場に駆けつけ、マグニートーを相手にチームワークを武器に戦い退ける。この戦いを機に、X-MENと悪との戦いが始まっていく。マグニートーはX-MENに対抗するべく悪のミュータント（マスターマインド・ブロブ・クイックシルバー・スカーレットウィッチ）を集め「ブラザーフッド・オブ・イビルミュータンツ」を結成し、X-MENと幾度と戦い続けていった。
マグニートーはナチスの強制収容所送りとなった少年時代に家族を皆殺しにされ、成人した後はミュータント能力を発現させたため迫害されていた。そうした過去から人類に強い憎悪を抱き、ミュータントが人類を統べるべきと信じるようになった。プロフェッサー・Xが人類とミュータントとの平和的共存を目指しているのに対し、マグニートーはミュータントの将来のために人類の根絶または隷属を目的としていた。マグニートーの行いは、しばしばナチスと変わらないとX-MENなどから批判されることもあったが、それでも改心することはなかった。
その後も魔石サイトラックの力を宿す巨漢ジャガーノートなどの強敵たちが次々登場する一方で、世界征服を企む悪のミュータント集団「ファクター・スリー」の一員であったバンシーは正義に目覚めX-MENに参入した。かつてはX-MENの敵だったミミックもX-MENに加わったが、横暴な性格のためX-MENを追放された。
X-MENの敵は悪のミュータントだけでなく、先天的に超能力を持つが故に浴びせられる人類からの差別や憎悪も問題となった。当初は悪のミュータントを撃退したことで英雄扱いをされていたX-MENだったが、次第に暴徒化した群集から言われも無い暴力を受けるようになった。日増しに世間からの反ミュータント感情が高まっていく中で、そうした思想に取り付かれた科学者のボリバー・トラスクは「ミュータントがいずれ人類を征服する存在になるだろう」と報道機関を通じて発表し、さらにミュータントを殲滅すべく「センチネル」と呼ばれるロボットを開発した。だがセンチネルは人間を脆弱な存在と見做し、ミュータントと同じく自らの管理下に置こうとした。過ちに気付いたトラスクはセンチネルを巻き込み自爆した。センチネルは爆散したものの、その設計図は失われていなかったため、この後もトラスクの思想を次ぐ科学者などによってセンチネルは増産と改良を続けている。
マグニートーはストレンジャーと言う超人を仲間にする。だがストレンジャーは異星人であり、拉致されたマグニートーは辺境の星に放逐されてしまう。この間、マグニートーに暴徒から助けられた過去に報いるべく協力していたクイックシルバーとスカーレットウィッチの姉弟だったがマグニートーの行動や思想を信じられなくなったためチームを離脱し、ブラザーフッドは解散となった。姉弟はこれまでの罪を清算するため「アベンジャーズ」へ参加する（後にマグニートーの実子であることが明らかになる）。脱出の機会を探っていたマグニートーは地球へと交信している電磁信号があることを探り当て、能力を駆使して自らを電磁転送し帰還をした。
X-MENは地底人グロテスクとの最後の戦いで師プロフェッサー・Xを失ってしまい、そのショックからチームを一時解散し学園を後にするが、後に再びX-MENを結成した。メスメロが持つ催眠術の能力によって洗脳されていたポラリスや、サイクロップスの弟のハボックも仲間に加わり、新型のセンチネルや恐竜人ソウロン、マグニートーなどの強敵との死闘を繰り広げた。

### 1970年代
プロフェッサー・Xの訃報は誤りで、死んだのは彼の影武者を買って出た変身能力を持つチェンジリングであったことが告げられる。異星人ジノックスの侵略を知ったプロフェッサー・Xは、思念波を高めるべくXマンションの地下に秘密裏に製造した特殊な部屋ジノックス・サイチェンバーに身を潜めていた。ジノックスの退治に成功したプロフェッサー・Xは全てを打ち明け、再びX-MENに合流した。
X-MENは生きている島のミュータント・クラコアとの戦いに敗れ、捕らわれの身となってしまう。唯一逃げ延びたサイクロップスから、窮地を聞かされたプロフェッサー・Xは世界の援軍をかき集めた。この時に集まった、バンシー、サンファイア、サンダーバード、ウルヴァリン、ナイトクロウラー、ストーム、コロッサスら7人の協力により、クラコアは宇宙に放逐される。彼らは新たなX-MENとなった。この後、サイクロップスを除くX-MENは学園を去った。しかし、一匹狼が性分のサンファイアはチームに馴染めなかったためすぐに離脱、イタリアの犯罪王ネファリア伯爵との戦いでサンダーバードが死亡するなど困難が続いた。荒くれ者のウルヴァリンと真面目なサイクロップスは折り合いが付かず喧嘩が絶えなかった。
マグニートーは自らの遺伝子工学の知識を駆使して人造ミュータント・アルファを作りだす。だが究極パワーを持つアルファは主人に逆らい、マグニートーを赤ん坊へと退行させてしまう。マグニートーを保護したプロフェッサー・Xは、彼をミューア島に研究所を構えるモイラ・マグダガート博士に預ける。ミュータント学の権威であるモイラは、プロフェッサー・Xとは友人でありX-MENの良き協力者であった。後にマグニートーは地球圏の混乱を望むシャイア帝国の科学者ダバン・シャカリによって、若々しい成人の姿となって復活を果たす。
宇宙でのセンチネルとの戦いを終え帰還する際、X-MENは膨大な量の放射線に遭遇する。スペースシャトルを操縦していたマーベルガールは、仲間達を放射線を完全に遮断できる防護部屋に閉じ込めるが、自らは致死量の放射線を浴びてしまい墜落してしまう。間もなくパワーを増幅させて復活したマーベルガールは自らをフェニックスと名乗るようになり、別人のような性格になっていた。
その頃、宇宙の列強国シャイア帝国では、国王ディケンがエムクランと呼ばれる超神秘的なクリスタルの力を悪用して宇宙を征服しようとしていた。ディケンの妹である王女のリランドラは、プロフェッサー・Xに応援を頼み一行はシャイア帝国へ向かう。ディケンはエムクランを制御できると考えていたが、戦いの中でその力は暴走し、銀河中を飲み込もうとする。だが、フェニックスがエムクランの力を飲み込むかの如く凄まじい力を使って見事に制御し宇宙を破滅から救った。プロフェッサー・Xは新たな女王となったリランドラと恋人になり、シャイアに残った。シャイアによって齎された先進的な工学技術によって、X-MENの施設や乗り物は大幅に増強された。
南極のある人工的に造られたジャングル「サベッジランド」の活火山の麓に新たな基地を構えたマグニートーは、未開の原住民スワンプ・メンに遺伝子操作を施し後天的なミュータント「ミューテイツ」へと変え手駒にした。X-MENはマグニートーと戦い彼を追い詰めるが、基地の保護機能が損傷し、火山の噴火と共に溶岩流に飲まれ行方不明となる。生き残ったフェニックスはX-MENが死んだものと思い、プロフェッサー・Xに報告する。フェニックスは傷心のなか世界中を旅して回った。
生きていたX-MENはサベッジランド、日本、カナダを経てアメリカへと戻りフェニックスと合流した。日本ではウルヴァリンが日本有数のヤクザ・ヤシダ組の親分の一人娘であるヤシダマリコと恋に落ちた。周囲の反対を押し切り結婚しようとするが、マスターマインドがマリコを洗脳し強引に婚約を破談させた。洗脳が解けた後もマリコとウルヴァリンは良き友人であり続けたが、後にマリコはヤシダ組の敵対組織である悪の忍者集団「ザ・ハンド」の手によりフグ毒を盛られて死亡する。カナダでは政府の極秘機関デパートメントHの傘下にあるミュータント・ヒーローチーム「アルファフライト」と戦ったが、後に和解した。

### 1980年代
シャドウキャット、ローグ、ダズラー、サイロック、ロングショットが新たにX-MENに参入した。
表向きは財界人の社交クラブだが、悪のミュータント結社である「ヘルファイアークラブ」。その支配者である「インナーサークル」の代表セバスチャン・ショーは、マスターマインドに命じ、フェニックスを洗脳。自らをインナーサークルのブラッククィーンと信じ込ませ、X-MENにとって最悪の敵を作り出した。洗脳によってフェニックスに奥底に眠る無限の力、フェニックス・フォースが目覚め、フェニックスはダークフェニックスへと変貌する。マスターマインドを廃人においやったダークフェニックスは、X-MENやシャイア帝国の超人近衛隊インペリアルガードと戦うが、最後には理性を取り戻し、恋人であるサイクロップスに別れを告げ自害する道を選んだ（『ダークフェニックス』）。
最愛の恋人を失ったサイクロップスは暫くの間悲しみに暮れたが、アラスカでフェニックスに瓜二つの女性マデリーン・プライアーと出会う。マデリーンとジーンの共通点は容姿だけでなく、その能力も共通していた。二人は幼少時に飛行機事故を経験したと言う共通点から意気投合し、マデリーンはX-MENに参入した後、サイクロップスと結婚し息子ネイサンを授かった。
人類によるミュータントの虐殺を恐れたマグニートーは、世界中の核を廃棄するよう各国に警告する。その要求を拒んだソ連は、潜水艦レニングラードを差し向けマグニートーを抹殺しようとするが、マグニートーの能力によって返り討ちにあい、見せしめとしてレニングラードを沈められてしまう。
ミュータントを脅威に思うロバート・ケリー上院議員は「ミュータント登録法」を提唱し、その制定を目指していた。ミュータント・テロリストのミスティークは、新たなブラザーフッド・オブ・イビルミュータンツを結成し（メンバーはデスティニー、アバランチ、パイロ、プロブ）、ミュータントの未来のために暗殺を企む。物語はロバート・ケリーの暗殺が達成された平行世界へと移る。その世界ではケリー暗殺によって、反ミュータント感情が暴走した結果、政府から派遣されたセンチネルの大軍によってX-MENは壊滅。そのまま北米を支配することになったセンチネルによって、ミュータントは強制収容所に隔離されると言う暗黒の未来に変貌していた。未来のシャドウキャットことケイトは、その能力を駆使してケリー暗殺が達成される前の自分に精神の移送を果たし、現代のX-MENにケリー暗殺がもたらす世界の破滅を告げ、共に暗殺を阻止した。この未来からはサイクロップスの娘であるフェニックスIIも母親譲りのフェニックスフォースを利用してタイムトラベルして来ている（『デイズ・オブ・フューチャーパスト』）。
X-MENは他の生物に寄生し繁殖する異星人ブルードと戦い、彼らの星を壊滅に追いやるが、宇宙で消息不明になる。プロフェッサー・Xはブルードとの戦いでX-MENが全滅したのだと思い絶望するが、モイラ博士の助言により、後進の育成に取り掛かる。こうして世界中から、カルマ、ウルフスベーン、サンスポット、ムーンスター、キャノンボールら若いミュータント達が集められ、新チーム「ニューミュータンツ」が結成された。ニューミュータンツには後にマグマ、マジック、サイファー、ウォーロック、リージョンらも加わった。彼らはヘルファイヤークラブの幹部ホワイトクィーンが指揮する10代のミュータントチーム「ヘリオンズ」などと戦った。
異次元「モジョー・ワールド」では、テレビ番組の視聴率こそが力の象徴と言う変わった世界である。その世界は、スパインレス・ワンと呼ばれる脊髄が無い奇妙な種族によって支配されており、支配者として君臨するモジョーは人造人間を使って残酷なテレビショーを製作していた。モジョーのために人造人間を製造していた科学者のアライズは退廃的な世界の有り様に疑問を感じ、強力なミュータント能力を持つロングショットを生みだし、特訓を施した。ロングショットは他の人造人間達と共にパイレーツ・ネットワークと言う反乱軍を組織しモジョーに立ち向かうが、苦戦を続け地球に逃亡する。ロングショットを追う過程で地球の存在を知ったモジョーは、個性的なX-MENに類稀なタレント性を見出し、彼らを自分の製作するTVショーに引きずり込もうとする。モジョーはX-MENと幾度かの戦いを経てロングショットに殺された。だが復活を果たすと、ロングショットの友人であった地球のスタントマンのリタを、自らの配下とすべく6本腕の剣士スパイラルへ改造し、その後もX-MENを狙い続けている。地球でX-MENとして活動を続けたロングショットは後に元歌手のミュータント・ダズラーと恋に落ちた。
ミュータントの進化を研究する科学者のミスター・シニスターは、凶暴なミュータント達を多額の報酬によって集め「マローダーズ」を結成した（メンバーはスクランブラー、セイバートゥース、マリス、スカルプハンター、バーティゴ、ハーブーン、リップタイド）。シニスターは彼の研究に利益をもたらさない惰弱なミュータントを嫌悪しており、マローダーズに命じてマンハッタン地下に密やかに住むミュータント「モーロックス」を襲わせた。X-MENはモーロックスを助けるため、マローダーズと死闘を繰り広げるが、猛攻を凌ぎきれず多数の死傷者を出した。マローダーズ側にも死者は出たが、シニスターは予め彼らのクローンを作っており、欠員が出るたびクローンで穴埋めしていた（『ミュータントマサカー』）。
マグニートーは宇宙から優位種である自分達が愚かな人類を見渡せるようにと、宇宙要塞「アステロイドM」を建造し、新たな拠点としていた。先のレニングラード号の件も影響し、危機的意識を持ったアメリカとソ連は、それぞれアベンジャーズとソビエト・スーパーソルジャーズを派遣し捕縛に向かわせた。X-MENはその逮捕を不当に感じ彼らと戦うが、無用な戦いを好ましく思わなかったマグニートーは自ら投降し、国際法廷に出廷する。この法廷で彼は裁判官の血中の鉄分を操作し、強引に無罪を勝ち取った。だが、そのせいで暴徒化した反ミュータント派の市民によってプロフェッサー・Xが襲われ重傷を負う。ここでプロフェッサー・Xとマグニートーは初めて和解を果たし、マグニートーにX-MENの指揮を任せたプロフェッサー・Xは、治療のため高度な医療技術を持つシャイア帝国へと向かった。
改心したマグニートーは、プロフェッサー・Xの志を継ぎ、X-MENの指導者となった。ニューミュータンツには自ら指導を行ったが、無鉄砲な十代の若者達は戦いとなると勇み足となり、早々に死者を出してしまう。マグニートーは失望しチームを後にする。ニューミュータンツは未来から現れたケーブルに牽引されることになる。
同じ頃、ファンタスティック・フォーが北極で死んだと思われたマーベルガールを発見する。実は彼女が宇宙で放射線を浴びた際に、フェニックスフォースが彼女の人格と能力をコピーした上で、マーベルガールを繭のようにエネルギーで包み保護していたことが明らかとなる。死んだのは自らをマーベルガールと信じ込んでいたフェニックスフォースだった。マーベルガールは自分が数年間世間から隔離されていたことや、恋人のサイクロップスがほかの女性と結婚したことなどに困惑しつつも正義の陣営に復帰する。マグニートーが指導者に立ち、X-MENが乗っ取られたと思った初代X-MEN（ファーストファイブ）は新たなチーム「Xファクター」を結成する。マデリーンとジーンの間に心が揺れたサイクロップスもXファクターに加わった。Xファクターは表向きは政府のミュータント狩りを装っていたが、X-MENと同じく保護と教育を目的としていた。X-MENはXファクターがミュータント狩りをしていると勘違いをしていたが、後に真相を知り和解する。
長命のミュータント族「エクスターナルズ」の中でも、最も長命なミュータント・アポカリプスは「適者生存」の信念の元、世界を作り変えようとしていた。アポカリプスは何千年もの間、世界中を旅し、ある時は人々に自らを神として崇めさせ、またある時は戦争をけしかけ、その強さを推し量っていた。アポカリプスは現代を野望実現の好機と見做し、人類対ミュータントの戦いを焚きつけた。また、戦いで翼を失ったエンジェルを洗脳し、鋼鉄の翼を与えて、悪のミュータント・デスへ変え、配下のフォー・ホースメンに加えニューヨークを襲撃した。その戦いでサイクロップスの能力に興味を持ったアポカリプスは、能力を奪う触媒とすべくサイクロップスの息子であるネイサンをさらい、身体が機械化する生きたウイルス「テクノオーガニックウイルス」に感染させた。アポカリプスは月面に存在する宇宙要塞でXファクターと超人類インヒューマンズの連合軍と戦うが、サイクロップスのオプティック・ブラストを受け、重傷を負い敗北した（『フォール・オブ・ミュータンツ』）。戦いの中でエンジェルは正気に戻るが、暫く精神的に不安定な状態が続いた。後にアポカリプスから与えられた鋼鉄の翼を受け入れ、新たなヒーロー「アークエンジェル」として復活する。ウイルスに感染したネイサンは、未来から彼を救うべく現れたアスカニに預けられた。息子と引き離されたサイクロップスだったが、後にフェニックスIIの能力によってタイムトラベルを果たし、自らをスリムと名乗り幼少のネイサンと数年間を共に過ごした。
悪魔ナスティアがマンハッタンを魔界へと変貌させる。夫と別れ傷心していたマデリーンはシニスターから自分がジーンのクローンであった事を告げられ悪に堕ち、ゴブリン・クィーンへと変貌。さらにハボックを籠絡し、ゴブリンプリンスへと変えX-MENと戦った。最終的にマデリーンはジーンに吸収されるようにして融合を果たした。魔界で魔術を身につけたマジックは、その能力を限界まで使いマンハッタンを元に戻すが、その反動で幼児の姿になってしまう（『インフェルノ』）。

### 1990年代
ジェノーシャでミュータント弾圧を続けるキャメロン・ホッジと戦った（『エクスティンクション・アジェンダ』）。
アステロイドMで静観を続けていたマグニートーは驚愕の事実を知る。赤子だった彼がモイラ博士に預けられていた時、モイラは息子を失った悲しみからマグニートーに遺伝子操作を施し、彼の精神から悪の心を取り除いた。この事を知ったマグニートーは怒り狂い、自らを信奉するミュータント集団アコライツと共に人類への闘争を再び開始する。マグニートーはX-MENと戦う最中に配下のファビアン・コルテスの裏切りにあい、アステロイドMと共に散ったかに見えたが、アコライツの捨て身の救出により生き長らえる。
ストライフと名乗るミュータントがプロフェッサー・Xを狙撃。さらにアポカリプスやサマーズ親子など、彼が恨みを持つ相手を狙い復讐を遂げようとする。ストライフはケーブルと戦い敗北する（『エクスキューショナーズ・ソング』）。
その後、再び立ち上がったマグニートーは配下のアコライツやエクソダスらと共に再び人類粛清に乗り出し、自身の宇宙基地アバロンにてX-MENと対決する。マグニートーは能力によってウルヴァリンの全身からアダマンチウムを抜き取り重症を負わせる。その攻撃に怒りを露わにしたプロフェッサー・Xは、マグニートーに対し精神攻撃を行い廃人にさせた（『フェイタル・アトラクション』）。
現実改変能力を持つリージョンは過去へと遡り、今日までのミュータントの苦境を作ったマグニートーの暗殺を試みるが、マグニートーを守ろうとしたプロフェッサー・Xが身代わりとなってしまう（『リージョンクエスト』）。プロフェッサー・Xの消滅により、アポカリプスの侵攻を阻止できなかった世界は、適者生存の名の元に人類が絶滅寸前に追い込まれているエイジ・オブ・アポカリプス（黙示録の時代）へと変貌を遂げる。マグニートーは亡き友の意思を継ぎX-MENを組織し、アポカリプスと戦っていた。唯一、元の世界から漂流していたビショップはマグニートーにすべての事情を話し、世界を元に戻すべく戦う。イリアナの持つ時空移動能力によって、暗殺実行の場面まで戻ったビショップはリージョンを倒し、歴史の修復に成功する。エムクラン・クリスタルの暴走によりエイジ・オブ・アポカリプスは崩壊していくが、ビースト、シュガーマン、ホロコースト、X-MANの4名のみ、クリスタルの余波により正史世界へ転移を果たす（『エイジ・オブ・アポカリプス』）。
プロフェッサー・Xの精神は、先の戦いで損傷し彼の精神に寄生していたマグニートーの精神と交ざり合い、オンスロートと呼ばれる邪悪なミュータントが誕生する。オンスロートは現実改変能力を持つフランクリン・リチャーズ、X-MANの両名を取り込み、現実を改変させる事を目的としていた。未曾有の危機にX-MENは他のマーベルヒーロー達と共闘し立ち向かう。オンスロートの圧倒的な力の前に苦戦を続けるも、アベンジャーズ等の名だたるヒーローの犠牲により、オンスロートを打ち破る（『オンスロート』）。
進化した未来のセンチネルであるバスチオンが公的にミュータントを排除しようとする（『オペレーション・ゼロトレランス』）。
失踪したプロフェッサーXを追う（『ハント・フォア・エグゼビア』）。
ストームを狙うシャドウキングと戦う（『サイ・ウォー』）。
スクラルと手を組んだアポカリプスが12人のミュータントを拉致し現実改変を企む（『アポカリプス・トゥエルヴ』）。
地球がシャイア帝国の流刑地にされる（『マキシマム・セキュリティ』）。

### 2000年代
X-メンの一人エグゾーンが正体（マグニートー、後にクローンと判明）を現し、学園を強襲する（『プラネット・X』）
息子を失った悲しみから精神が錯乱し、アベンジャーズを崩壊寸前に追いやったスカーレットウィッチの処遇を巡りヒーロー達は会合を開く。姉の処刑を恐れたクイックシルバーは、姉をそそのかし、その現実改変能力によって世界をミュータントが特権階級である世界へと作り変える（『ハウス・オブ・M』）。改変前の世界の出来事を覚えていたウルヴァリンらは仲間達を集め、元凶であるスカーレットウィッチを追い詰めるが、争いによって錯乱したスカーレットウィッチは能力で全体の98%にあたるミュータントの能力を消失させてしまう「M-デイ」を引き起こす。世界は一見元通りになったかに見えたが、各地で多数のミュータントが死傷するなど、甚大な被害を出した。また善悪に関わらず、能力が失われた事で、その活動が困難になった者も続出した。
ニューウォリアーズがヴィランとの戦いで敗北し近隣の小学校が焼失。市民の犠牲を受け、ヒーローの情報を政府が登録・管理すべきとする超人登録法が成立し、ヒーロー同士が登録法の是非を巡って争うがミュータント登録法などを経験したX-MENは争いに与せず事態を静観していた（『シビル・ウォー』）。
クイックシルバーによってインヒューマンズとアメリカが戦争することになる（『サイレント・ウォー』）。
消失したと思われたエイジ・オブ・アポカリプスは並行宇宙の1つに加えられ、その後も存続していた。最終局面で人類が放った核爆弾はジーン・グレイによって阻止されていた。宇宙中の生物の進化を観察し、その意にそぐわない種族を根絶させている宇宙種族セレスティアルズが地球に目を付けている事に気づいたウェポンX（ウルヴァリン）は、遺伝子的に劣等種である人類を排除しようとかつてのアポカリプスのような悪行を重ね人類と対立する（『エイジ・オブ・アポカリプス』）。
M-デイ以降初めて生まれたミュータントの子供ホープを巡る戦い（『メサイア・コンプレックス』）。
新指導者となったサイクロップスがミュータント国家を建立する（『ユートピア』）。
マジックが復活する（『Xインフェルナス』）。
テクノオーガニックウイルスによって蘇生したミュータントがユートピアへ侵攻する（『ネクローシャ』）。

### 2010年代
ヘルファイア・クラブのユートピアが襲撃される。サイクロップスとウルヴァリンが学園の子供たちの扱いを巡って対立し、チームを二分化させる。ウルヴァリンがジーン・グレイ高等学園を設立（『スキズム』）。
ダークフェニックスとホープを巡りアベンジャーズとX-MENが激突する（『アベンジャーズvsX-MEN』）。
この後M-デイ以降能力を失ったミュータントたちがその力を取り戻す。現在の世界に過去の10代の初代X-MENが出現する （『All-New X-Men』）

### 2020年代
プロフェッサーXとマグニートとモイラがクラコアでミュータント国家を建立する（『ハウス・オブ・Ｘ／パワーズ・オブ・Ｘ』）。
クラコアとアラッコはアザーワールドで開催する剣闘大会に参加する（『Ｘ・オブ・ソーズ』）。

## メンバー
さらに見る：List of X-Men members,List of X-Men enemiesおよびList of Ultimate X-Men characters（英語版ウィキペディア）
X-メンのメンバーには、かつて在籍した者や関連チームに所属する者を含めて記載する。ヒーロー、ヴィランのどちらにも在籍経験がある者は事典などに倣って、どちらかに分けることとする。

### X-メン
プロフェッサーX（Professor X）
本名：チャールズ・フランシス・エグゼビア
地上最強のテレパス。他人の心を読む、記憶を操作する、メンタルブラストを放つなど様々なサイオニック能力を持つ。
10代で能力に目覚めるが、力を上手くコントロールできなかった。オックスフォード大学に進学した頃には能力を活用できるようになり「精神医学の魔術師」とのあだ名を持っていた。大学時代に同僚となるモイラ・マグダガードと恋に落ちるが、エグゼビアのアメリカ軍入隊（従軍は作品によって朝鮮戦争、またはベトナム戦争と異なる）により別れる。除隊後は世界を巡る旅に出た。ホロコースト生存者のために精神的な治療を施す診療所で医者として働いていた時に、エリック（マグニートー）と出会い、ミュータントの未来を語りあう親友となる。だが、ヒドラ幹部のバロン・フォン・ストラッカーとの戦いで力を無慈悲に行使するエリックの姿を見て、相容れないことを実感し袂を分かつ。また、看護婦のガブリエル・ハラーと付き合い息子（リージョン）を妊娠させるが、当時のエグゼビアはこの事を知らず後になって告げられる。エリックと別れた後、凶悪な宇宙人ルシファーを撃退するが、その攻撃により脊髄を損傷したため車椅子を用いるようになった。
悪意を持つミュータントがいることやミュータントに対する偏見が日増しに拡がっていくことから、人類とミュータントの平和的共存を願い、莫大な遺産（30億ドル超の遺産を核兵器研究者の父親から受け継いだ）を元手にニューヨーク州セイラムセンター郊外にミュータントのための学園、「恵まれし子らの学園」を設立した。エグゼビアはセレブロを開発して各地に点在する子供のミュータントを保護し、力の正しい使い方を説いた。また戦いの際にはテレパシー能力を利用して生徒達（X-メン）に指示を出し、チームの司令塔として活躍した。表向きにはミュータントであることを公表せず、ミュータント学の権威としてその地位向上に尽くした。X-メンがクラコアとの戦いで危機に陥った際には、二期メンバーを自ら集めその救出にあたらせた。
星間帝国シャイアを統べる邪悪な皇帝ディケンの打倒に協力したことが縁となり、新たに女帝となったリランドラと恋仲となる。マグニートー裁判の折り暴徒のせいで重傷を負い、治療のためにシャイアへ行き一時チームを脱退する。アステロイドMでの戦いでマグニートーがウルヴァリンのアダマンチウムを全部抜き取ると言う暴挙を見ると、敵意を持って精神攻撃を行い彼の記憶を除去するが、これがオンスロート誕生のきっかけとなった。
邪悪な双子カサンドラとの戦いにおいて、自身がミュータントであることを公表されてしまうが、エグゼビアはそれに怯まず、ミュータントが置かれている窮状を改めて世間に訴え、X-コーポレーションと呼ばれるミュータントの救済機関を世界各国に設立させるなどの活動を起こしていく。だが、学園での暴力事件で生徒が死亡したことや、エグゾーンとの戦いでジーンが死亡したことに責任を感じ、サイクロップスに学園を任せてX-MENを離脱する。その後、ジェノーシャでマグニートーと合流し、その再建を手伝った。自我を覚醒させたデンジャーや、かつての教え子バルカンの登場により、生徒達の記憶を彼等に了承なく操作していたことが明るみに出て、X-メンからの信用を失った。M-デイで能力を失うが、エムクランに一時吸収されたことで再び能力を取り戻す。ユートピアに加わるがサイクロップスの過激なやり方に反発し、ウルヴァリンらと共に離脱。ウルヴァリンがジーングレイ学園を設立したのを見て、時代が変わったことを実感し、彼に指導者として一線を退く決意を明かした。その後、フェニックス・ファイブと化したサイクロップスの攻撃を受け死亡する。
ちなみにフランシス・エグゼビアは日本に初めてキリスト教を伝えたフランシスコ・ザビエルの英語名である。
サイクロップス（Cyclops）
本名：スコット・サマーズ
両目から破壊光線オプティック・ブラストを発射する能力を持つ。幼少時に飛行機事故に遭い、両親と離別。自身も脳に損傷を受け、後に発現するミュータント能力のコントロールができなくなる。彼が目を開けている限り常に光線が放射されてしまうので、その能力の制御のために特製のルビー・クウォーツ・レンズを使用したサングラスかバイザーを着用している。エグゼビア教授によって集められた「恵まれし子らの学園」の最初の5人の生徒の内の一人で、その生真面目な性格からリーダー役を務める。状況判断に長け、素早く的確な指示を迷わずに出すなど、優れたリーダー適性を発揮し、チームを引っ張っていった。しかし、物事を何でも自分で抱え込もうとする性格でもあるため、自分ひとりで物事を進めようとしていると捉えられ、傲慢と誤解されることもある。以前は細身であったことからスリムと呼ばれていた。
同じオリジナル・メンバーであるジーン・グレイとは一目惚れ状態で恋仲になり、ウルヴァリンとの三角関係などの紆余曲折もあったが後に結婚する。過去には彼女のクローンであるマデリーン・プライアーとも結婚しており、彼女の間に息子ケーブルを儲けている。エマ・フロストがX-MENに入った頃から、アプローチを受けておりジーンとの仲が悪くなっていた。ジーンの死後はエマと付き合い、結婚こそしていないが永遠を誓い合う仲となった。これまでの恋人が強力なテレパスだったため、テレパスへの強固な耐性が身につくようになった。
ウルヴァリンとは、逐一意見が対立したり、お互いに何かと難癖を言うこともある。特にジーンを巡っての言い争いとなると激しい口論となることが多々あるが、一方では長年のチームメイトとして信頼している。
サイクロップスのオプティックブラストは、血縁関係にある者（遺伝子上の血縁者も含む）には効果がない。またサマーズの血は遺伝子学上、極めて優秀であるとされ度々クローンの媒介などに利用されることがある。『アポカリプストゥエルヴ』編で、アポカリプスと合体して一時は行方不明となっていたが、ジーンとケーブルの力でアポカリプスとの分離に成功する。ただし人格に影響を受けてしまう。
ジーンの死後はひどく落ち込み学園を去ろうとするが、未来で復活を遂げ現代に現れた平行世界のジーンにX-MENを存続させないと未来が破滅してしまうことを告げられ、X-MENとして生き続けることを誓った。もう一人の弟キッド・バルカンの存在を本人から知らされると、その存在に関する記憶を抹消したエグゼビアに対する不信感を露にし、彼が学園を一時去ったあとにはX-メンの主導権を握った。M-デイ以降、劇的に悪化したミュータント情勢を見て、ミュータントを保護するためにサンフランシスコ沖にあるアステロイドMを改造し、ミュータント国家「ユートピア」を建国した。指導者としての立場とミュータントという種を守るという使命感から仲間の損害を厭わない冷徹な決断を下すようになり、マグニートーのようにミュータントの敵対勢力を殺害するという手段さえ取るようになった。これにより味方に多数の死傷者が出たことと人手不足から10代の子供たちまで戦いに狩り出そうとしたため、その行為を見るに見かねたウルヴァリンと激しく衝突し、X-メンを二分化させる事態を引き起こした。
その後ホープとフェニックスフォースを巡り、アベンジャーズと対立する。エマ・コロッサス・マジック・ネイモアと共にフェニックスフォースの力を受け、「フェニックス・ファイブ」となったサイクロップスたちは超常的能力によって環境・兵器・エネルギー問題をたちどころに解決していく。だが能力と共に破壊衝動も急激に増幅していった。フェニックスファイブの面々は次第に力を制御することができなくなり、次々に暴走していく。サイクロップスはプロフェッサー・Xを誤って殺害した挙句、事件が解決した後は一連の事件の首謀者として投獄されてしまう。プロフェッサー・X殺害は彼の本意でなかったため、度々この事件を悔いている。マグニートーの手を借りて脱獄した後は、能力に目覚めたばかりのミュータントを保護し、ウェポンXの研究所跡地に「チャールズ・エグゼビア学園」を設立した。しかし後に自らの学園をジーン・グレイ学園に統合させた。
マーベル宇宙が滅亡の危機に瀕した際に、世界の創造神を名乗るゴッド・エンペラー・ドゥームにフェニックスフォースを再び宿して立ち向かうが戦死する。後に世界は再編されたが、再編前には生きていたはずのサイクロップスは「ミュータントは脅威ではない」とミュータントを代表して声明を出して多くの支持を得た後に、インヒューマンズを襲撃して死亡したことになっていた。この行動によってミュータントの評判は地に落ちていた。
ビースト（Beast）
本名：ヘンリー（ハンク）・マッコイ
「恵まれし子らの学園」の最初の生徒5人の内の一人で、人間離れした驚異的な身体能力を持つ。詳細は個別記事を参照。
ジーン・グレイ（Jean Grey）
フルネーム：ジーン・グレイ・サマーズ（旧名：ジーン・グレイ、別コードネーム：マーベル・ガール、フェニックス）
「恵まれし子らの学園」の最初の5人の生徒の内の一人。エグゼビアには及ばないがサイコキネシスとテレパシー能力を有し、エグゼビアのアシスタントをこなすこともある。ニューヨーク生まれ。10歳の頃、親友のアニー・リチャードソンが車にはねられた時に能力にめざめ、死にゆく親友の意識を感じ取ってしまったために、傷ついてふさぎ込んでしまう。彼女の両親はエグゼビアを頼り、ジーンが11歳の頃よりトレーニングを始めた。当時のジーンはまだうまくテレパシーが使えなかったため、エグゼビアはこの能力を封印し、代わりにテレキネシスを教えた。X-MENが結成されるとエグゼビアからマーベル・ガールの名を与えられ、チームメイトと戦った。男性メンバーは聡明で魅力的なジーンに夢中であったが、最終的にはサイクロップスと結ばれた。恥ずかしがり屋の二人の恋が実るまでには数年の期間を要した。
宇宙でセンチネルと戦って帰還する際に、宇宙船が膨大な量の放射線を浴びて海上に墜落してしまう。マーベルガールは一人コクピットに残って操縦を続けていたので、他のメンバーは彼女が死んだものだと思っていた。だが、マーベルガールは溢れんばかりのサイオニック・パワーを宿し復活を遂げ、コードネームをフェニックスと改めた。生来の能力のほか、新たに宇宙の炎の生成、時空改変、時空転移、時間の操作、生命力の吸収と分配、あらゆる環境での適応、素粒子レベルでの物質の変換などのコズミックパワー由来の新能力を扱えるようになった。しかしヘルファイアクラブのマスターマインドに洗脳され、悪の幹部ブラック・クイーンにされたことがきっかけとなり、狂気に支配されたダークフェニックスと化してしまう。ダークフェニックスはマスターマインドを廃人に追いやり、さらなる力を求めていくつかの恒星を核から食らい、破壊して回った。地球に戻ってきたダークフェニックスはX-MENと戦うが、プロフェッサー・Xのマインドブラストを受け正気を取り戻す。破壊された星々を支配していたシャイア帝国の女王リランドラはフェニックスが死ぬことを望んだ。エグゼビアは「シャイア帝国の掟に則り、決闘で決めるべきだ」と主張し、X-MENはフェニックスを守るためシャイア帝国のインペリアルガードと戦うことになった。月面で戦いを続ける最中に、自分の中のダークフェニックスが再び目覚めつつあることを知ったジーンは「私を殺して」とサイクロップスに頼むが、変わらずジーンを慕い続ける彼には受け入れられなかった。ジーンは廃棄されていたエネルギー砲台を操作して自害し、世界の破滅を自ら阻止した（「ダークフェニックス・サーガ」）。
実はフェニックスとは、彼女の記憶・人格・外見をコピーした超エネルギー生命体フェニックスフォースが、自分をジーン本人と錯覚した姿であった。数ヶ月後、ジーンはアベンジャーズによって救助され、Xファクターに加わった。その後は「一人の女性として生きたい」という願いから本名をそのままコードネームとする。ウルヴァリンとも惹かれ合い、恋人サイクロップスとの三角関係が続いたが、後にサイクロップスと結婚した。その後、遠い別世界の未来からやってきた、サイクロップスとの間に生まれた娘レイチェル（フェニックス2）との出会いによって、コードネームをフェニックスとする。
その後、マグニートーの偽物エクゾーンに大量の電磁波を送り込まれて死亡した。その後、過去から十代のジーン・グレイがやってきてジーン・グレイ学園で活動することになった。しかし若いジーンは悪化をたどるミュータント情勢に戦う理由を見いだせなくなってしまう。ジーン本人もしばらくして復活し新たにX-MENレッドを結成した。
何度も生死を経験しており、その都度実はクローンや偽者だったという後付けが加えられ復活している。
アイスマン（Iceman）
本名：ロバート（ボビー）・ドレイク
「恵まれし子らの学園」の最初の5人の生徒の一員で、氷を操る能力を持つ。詳細は個別記事を参照。
エンジェル／アークエンジェル（en:Warren Worthington III）
本名：ウォーレン・ワージントン三世
「恵まれし子らの学園」の最初の生徒5人の内の1人。大富豪ワージントン財閥の御曹司で名うてのプレイボーイ。背中に巨大な白い翼を持ち、自由自在に飛行することができる。学生時代に能力が発現し、同級生を火事から救ったことで正義に目覚めていく。
キャメロンホッジに翼を奪われたことを悲観して自殺を図ったが、アポカリプスに囚われて改造手術を施され、青い肌と生体金属製の翼を持つ「フォー・ホースメン」の1人・デスとして復活した。後にアポカリプスのもとを去り、アークエンジェルとしてチームに復帰。その後、金属製の翼を突き破って新しい白い翼が甦る（肌は青いまま）。それを期して再びコードネームをエンジェルに戻す。後にセカンド・ミューテーションを起こしたブラックトムと戦った際に肌が元に戻り、彼自身もセカンド・ミューテーションを起こして治癒能力を手にする。
ウルヴァリン（Wolverine）
本名：ジェームズ・ハウレット（便宜上の呼称はローガン）
両手から飛び出すアダマンチウムの爪と、肉体再生能力（ヒーリング・ファクター）を持つミュータント。詳細は個別記事を参照。
ストーム（Storm）
本名：オロロ・マンロー
天候を自在に操り、風に乗って空を飛ぶミュータント。詳細は個別記事を参照。
コロッサス（Colossus）
本名：ピョートル・ニコライビッチ・ラスプーチン
全身を生体金属オムニウムで鎧のように覆うことができるミュータント。能力で5000度までの高熱に耐えることができ、100トン以上の物体を持ち上げられる怪力も併せ持つ。旧ソヴィエト連邦出身でラスプーチンの末裔。優しく家族思いな性格。ウルヴァリンを敵に投げつけるファストボールというコンビネーション技を持つ。同僚のシャドウキャットと恋愛関係にある。
シベリアの農場で家族とともに暮らしていたが、プロフェッサー・Xの度重なる説得に応じX-MENに参加する。妹がレガシーウィルスで死んだ時にはエグゼビア教授の理想に落胆し、マグニートーの軍門に降ったが配下のアコライツの残忍な行いに耐えきれず離脱した。レガシーウイルスの治癒実験に志願し死亡するが、彼の犠牲によって特効薬が完成し、レガシーウィルスの脅威から全ミュータントを救った。その後、X-メンを憎む宇宙人によって人体実験のために蘇生されていたことが発覚し、救出された後は再びX-メンとしての活動を再開した。ジャガーノートのサイトラックを受け継ぎ、ジャガッサスという超人になった。
コロッサスはミュータントを巡る争いに疲れきってしまい故郷に戻ってしまったが、マジックに説得されストームが指揮する新たなX-MENの一員となった。彼らは地球上に蔓延するテリジェンミストからミュータントを救うため、リンボにあるX-ヘイブンへ移住させる計画を起こした。
マジック（en:Magik）
本名：イリアナ・ラスプーチン
テレポート能力を持つミュータント。コロッサスの妹。リンボ界で魔法の修業をしたためかなり高度な魔術も使う。テレポート能力も強化されリンボを経由することではるか彼方まで跳躍し、時間さえ跳躍することが可能。霊体を切り裂くソウルソードを持ち、魔力で作った銀色の鎧を纏うこともある。力が暴走すると悪魔化してしまう。
7歳の時ヴィランのアーケイドに誘拐されX-MENに保護される。魔神復活を目論むリンボ界の魔王ベラスコに誘拐・洗脳され、リンボでベラスコの配下の悪魔や平行世界のX-MENに過酷な特訓を受けた。7年後、魔女ダークチャイルドとして成長したイリアナは自力で洗脳を打ち破り地上に帰還するが、地上では時間の経過がほとんどなかったため、いきなりティーンエイジャーになって帰ってきたイリアナにX-MENは驚くばかりだった。
ニューヨークをリンボ化する『インフェルノ事件』を終結させるため死亡する。その最後の力で過去の自分と入れ替わる。この時イリアナは力を使い果たし7歳の姿に戻ったと思われていた。その後レガシーウイルスを発症し死亡したと思われていたが、治療の望みを捨てていなかったプロフェッサーXにより冷凍状態にされていた。
魔王ベラスコがイリアナの蘇生を試みるが失敗しイリアナの魂を持たないダークチャイルドが生まれてしまう。ダークチャイルドはXMENと共にベラスコと戦い、コロッサスと出会うことでイリアナの記憶の一部を取り戻すがイリアナ本来の魂は戻らなかった。X-MENを現世に戻したダークチャイルドはリンボに残り魂を取り戻すために戦い続けることを決意。このダークチャイルドはインフェルノ事件で過去のイリアナと入れ替わったイリアナであった。
リンボに残ったダークチャイルドはリンボの支配者になっていた。ピクシーらと共にその座を狙うウィッチファイアを倒した。ソウルソードを手にし幾許かの人間性を取り戻し、コロッサスの説得もありマジックとして帰還した。
セカンド・カミングでは再びリンボに閉じ込められてしまうものの、ピクシーやガンビットたちに救出された。
ハボック（Havok）
本名：アレックス・サマーズ
宇宙のエネルギーを吸収して、高熱のプラズマを衝撃波のようにして発することができるミュータント。サイクロップスの実弟。
幼少時の飛行機事故で両親と死別し、シニスターの陰謀に巻き込まれ、兄とも分かれて暮らすようになる。ブランディング家に引き取られたアレックスは、交通事故にあって死亡した彼らの息子代わりとして大切に育てられた。大学を卒業するまで彼の能力は眠ったままだったが、彼の潜在的な能力に目をつけた大学の教授アーメット・アブドルにエジプトに拉致されたことがきっかけで能力に目覚めた。アブドルはエジプトで神として崇拝されている邪悪なミュータントのリビング・ファラオだった。リビング・ファラオは宇宙エネルギーを吸収するハボックの能力の特性を利用して、巨大化したリビング・モノリスに変身を遂げるが、アレックス救出に駆けつけたX-MENに倒された。アレックスは能力を使って、リビング・モノリスから力を吸い上げて非力な人間の姿に戻すと、自分の力を恐れ砂漠に逃げ出した。砂漠でセンチネルに捕まったアレックスは、センチネルの持ち主であるラリー・トラスクにハボックというコードネームを与えられた。ラリーはハボックに力の制御方法を教える代わりに、自らの部下になるよう命じた。ラリーの研究所では後に恋人となるローナ・デインの姿もあった。X-MENによってラリーの手から解放されたハボックはローナとともにX-MENに加わった。
ナイトクローラー（Nightcrawler）
本名：カート・ワグナー
瞬間移動の能力とアクロバティックな体術を得意とするミュータント。詳細は個別記事を参照。
サイロック（Psylocke）
本名：エリザベス（ベッツィ）・ブラドック
テレパシー能力を持つ。父親ジェームス・ブラドックは異次元人で、能力は父親からの遺伝である。X-MENに参加する前、スレイマスターとの戦いで両目を失明、モジョに人造の目を与えられる。元は英国人だが、マツオ・ツラヤバの愛人である女忍者カンノンと精神融合してしまい、その後マツオによって分離された後に忍術を仕込まれる。そのため東洋人の外見を持ち忍術を使う。分離した本来の肉体の持ち主であるルバンシェ（サイロックとカンノンの融合体）がレガシーウイルスで死んだために、サイロックはカンノンの肉体で生きることになる。サイキック・ナイフと呼ばれる特異な精神衝撃を用いた攻撃が得意。双子の兄は英国で活躍するスーパーヒーローで「エクスカリバー」のメンバーのキャプテン・ブリテン。カンノンの奔放な精神面が発露し、一時期サイクロップスを誘惑したことがある。アークエンジェルと恋仲になるも、サンダーバードIIIに気持ちが揺れて振られる。デスティニーの書を集める為にX-メン本隊を離脱して、ストームらの別行動隊に参加するもすぐに戦死してしまう。
ローグ（Rogue）
本名：アンナ・マリー（映画ではマリー・ダンキャント）
接触した相手のエネルギーや、記憶、能力などを奪うことができるミュータント。かつては、触れた相手は昏睡状態となるため手袋を身につけていたが、弱点を克服し相手を疲弊させることはなくなった。ガンビットと恋愛関係にあるが、彼女の能力が影響して付かず離れずを繰り返す。また能力が効かないマグニートーとも惹かれ合ったことがある。
孤児でミュータント・テロリストのミスティークに育てられた。登場当初はヴィランで、ミズ・マーベル（キャロル・ダンバース）との戦いで、正義と栄光に満ちあふれた記憶に打ちのめされ、正義の道を志すためX-メンに加わった。コピーした能力や記憶は一時的なものだが、ミズ・マーベルの能力は長期的にコピーされており、由来の怪力、超体力、飛行能力を持つ（当初は永続的な複製と思われたが、後に喪失している）。
吸収しすぎた記憶に押しつぶされそうになるが、ホープによって他の人間の記憶は全て洗い流された。
ガンビット（Gambit）
本名：レミー・ルボー
物体に破壊エネルギーをチャージする能力を持つミュータント。詳細は個別記事を参照。
ジュビリー（Jubilee）
本名：ジュビレーション・リー
様々な色と光度の火花を発することができるミュータント。詳細は個別記事を参照。
ケーブル（Cable）
本名：ネイサン・クリストファー・チャールズ・サマーズorネイサン・ディスプリング・アスカニサン
サイクロップスとジーン・グレイのクローンであるマデリーンとの息子。詳細は個別記事を参照。
キャノンボール（Cannonball）
本名：サミュエル・ガスリー
高熱のブラストを体で生成し、皮膚から噴出させる能力を持つミュータント。脚部を燃焼させて人間ロケットのように飛行して敵に体当たりする攻撃が得意で、ほかにもバリアのようにして防御や敵の拘束にも用いている。
ケンタッキー州のカンバーランドで9人兄弟の長男として生まれる。ドナルド・ピアースにヘルファイアクラブにスカウトされるが、正義心から命令に背き、プロフェッサー・Xに見込まれてX-MENの一員となる。ニューミュータンツではリーダーとして活躍した。彼はエクスターナルであり、未来で活躍が有望視されたためケーブルに教えを受けた。
ウルヴァリンにスカウトされ、アベンジャーズに入り、新たにアメリカの諜報チーム「U.S.アベンジャーズ」を結成する。
ポラリス（Polaris）
本名：ローナ・ディン
磁力を操作することができるミュータント。マグニートーの娘。詳細は個別記事を参照。
サンファイア（Sunfire）
本名：シロウ・ヨシダ
超高熱エネルギーを操るミュータント。詳細は個別記事を参照。
リージョン（Legion）
本名：デヴィッド・ハラー
メディアによってはレギオンとも訳される。プロフェッサー・Xとガブリエル・ハラーの子供。テレパシー、サイコキネシス、パイロキネシス、時空改変などの様々な能力を持ち、オメガレベルの強力なパワーを誇る。多重人格者で、彼の心の中には数百人規模の人格が存在し、増え続けている。
マロウ（Marrow）
本名：サラ
ニューヨークの地下に放置された防空壕で生活するはぐれミュータントの一族・モーロックスの第二世代のメンバー。全身の骨が増殖を続けており、体表に突出している。それをはがして槍や斧のように扱ったり、投げナイフのように飛ばしたりもする。骨を抜くと、すぐに新しい骨が生え変わるが、その時には激しい痛みを伴う。両親はともにミュータントであり、人類から迫害を受けモーロックスとなりマロウを産んだ。マローダーズの襲撃によって幼くして両親を失ったマロウは、生き残ったわずかなメンバーとともにヒルと呼ばれる異次元へ行き、ミハイル・ラスプーチンによる反人類の教育を受けた。ヒルはアース616より時間の流れが早いため、わずかな時間を経て成人となって戻ってきた。人類を抹殺するテロ集団ジーン・ネーションのリーダーとなったマロウは仲間達を率いて行動を起こすが、ストームに止められた。ストームはやむなくマロウの心臓を貫いたが、マロウの心臓は左右の胸に一つずつあったため生き延びた。マロウが実の母のように慕うカリストは、マロウに復讐をやめさせるためX-MENに預けることにした。
自身の能力の影響による外見にコンプレックスを持っていて、そのせいで精神的に不安定な一面がある。和解の会談の際には大暴れし、多数の死傷者を出す事件を引き起したこともある。X-MENではウルヴァリンに教えを受けていた。X-MENとして活動を続けていくうちに人類への敵意は無くなっていき、感情をコントロールする術を身に着けていった。また全身から突き出ていた骨をドレスのように装飾するなど、能力も次第に扱えるようになった。しかし、最終的にはX-MENを離脱しモーロックスに帰っていった。
X-MEN在籍中にガンビットやコロッサスに思いを寄せたことがある。
『X-メン:エボリューション』にはほぼ同様の能力を持つキャラクター（スパイク）がおり、映画にはスパイクが登場する。
キャリバン（Caliban）
訳によってカリバンとも。ミュータントを感知する能力を持つ。名前は彼をグロテスクに思った父親がシェイクスピアの『テンペスト』に登場する怪物の名前から命名した。モーロックス結成からのメンバーで能力を使って、メンバーを集めることに一役買った。その後、アポカリプスによってフォー・ホースメンのデスとなるが、洗脳が解けXフォースの一員として活躍した。後にフォー・ホースメンのペスティレンスにされており、二度の改造によって新たに驚異的な格闘能力と他人の恐怖を増幅させて周囲に投影させるという能力を身につけている。
ストロングガイ（Strong Guy）
本名：グイド・カロッセラ
キネティック・エネルギーを吸収して、格闘力に変換するミュータント。能力の影響で、非常に大きな体になってしまった。赤く丸いサングラスを愛用している。かつてはライラ・チェイニーのボディ・ガードをしていた。
ビショップ（Bishop）
フルネーム：ルーカス・ビショップ
未来からやってきたミュータント。エネルギーの種類を問わず吸収して反射する能力を持つ。未来では警察組織X.S.E（X-Treme Sanctions Executive）に所属しており、レーザーやプラズマを放出する武器を身につけている。顔に刻まれた「M」の文字は、強制収容所で付けられたミュータントを表す差別的な入れ墨である。逃走中の凶悪な犯罪者トレバー・フィッツロイを追って過去へとやってきた。未来では、一人の裏切り者によってX-メンが全滅しており、未来を変えるためトレバー・フィッツロイを倒した後も現代に留まった。当初は未来においてただ一人生存し、何も語ろうとしなかったガンビットを裏切り者だと疑っていたが、『オンスロート』後はチームを組む仲にまでなった。未来で英雄的存在であるX-メンを尊敬しており、自らもその一員になれたことを誇りに思っている。
ジョセフ（Joseph）
アストラによって作られたマグニートーのクローン。体つきは若く、磁力を操る能力を持つ。マグニートーが抱える負の感情が無く、正義感溢れる性格。復活したマグニートーと戦い、記憶を喪失した後に孤児院で暮らしていたがミュータント能力の発現によって孤児院を去り、恵まれし子らの学園へと身を寄せる。知り合ったローグと親しくなり、オンスロートとの戦いにもマグニートーとして参加した。その後、アストラによって真実を知り、人類を粛清しようとするマグニートーの暴挙を身を挺して防ぎ死亡した。
その後、アストラによって蘇生され、X-MENとなったマグニートーと再び戦い死亡する。
エマ・フロスト（Emma Frost）
優秀なテレパス。かつてはX-メンの宿敵だった「ヘルファイア・クラブ」の幹部の一人「ホワイトクイーン」を名乗る悪女だったが、優秀な教育者としての面もあり、年少ミュータントチーム「ヘリオンズ」を率いていた。ヘリオンズが全滅して自身も昏睡状態になった際にプロフェッサーXのテレパシー治療を受けX-MENと和解。元X-MENのバンシーと共に新たに結成されたX-MEN予備軍「ジェネレーションX」の教師をすることになる。ジェネレーションXの解散後は、紆余曲折を経てX-MENメンバーとなり、戦いの中で新たに身体を強固な生体ダイヤモンドに変える能力を発現。
ジーン・グレイの死後はサイクロップスの恋人としてチームのサブリーダーとなる。元ヴィランのため、目的のためには手段を選ばない傾向があり、他のメンバーから反発を受けることがある。
X-マン（X-Man）
本名：ナサニエル・"ネイト"・グレイ
『エイジ・オブ・アポカリプス』の世界で、シニスターがアポカリプスを倒すために作り出したミュータント。ジーン・グレイとサイクロップスの遺伝子から生まれており、別世界のケーブルともいえる存在。テレキネシスとテレパシーを操り、フェニックス・フォースに匹敵するオメガレベルのパワーを誇る。名前はシニスターの本名と、ジーン・グレイからそれぞれ取られている。またコードネームのX-マンは元々はX-メンの個人称として用いられていた。
父とも呼べるサイクロップスの手助けされてシニスターの手から逃れ、フォージに保護され特訓を受けた。シニスターは一連の逃亡を知りつつも、アポカリプスへの反逆が明るみに出ることを良しとせず見逃した。3年の期間を経て、サイオニックパワーを自在に操るようになると、シニスターに再び目をつけられ、養父フォージを殺されてしまう。ネイトは父の仇を討ち、さらにアポカリプスの配下のホロコーストと戦うが、戦いの最中にエムクランクリスタルの波動に流され、アース616にやってきた。自分の生まれた世界が消失してしまったため、アース616でX-メンとして活動していくことになった。
X-23（X-23）
本名：ローラ・キニー
ウエポンX計画によってウルヴァリンの遺伝子から作り出された女性型クローン。ウルヴァリンと同様のヒーリングファクターとアダマンチウム製の爪を両腕に2本と両爪先に1本ずつ持つ。元はテレビアニメ『X-メン:エボリューション』のオリジナルキャラクターだったが、原作でも登場。
アーマー（Armor）
本名：ヒサコ・イチキ（ヴィレッジブックス版では一木久子、マッドハウス版アニメでは市来久子）
プロフェッサーX不在時にサイクロップスによって再開された「恵まれし子らの学園」の生徒として世界中から集まったティーンエイジャーミュータントの一人。日本人の少女で、全身をサイキックパワーで生み出した半透明のロボットのような装甲で覆い、高い防御力と怪力を発揮する。当初はただの生徒だったが、正規のX-MENメンバーへと抜擢される。
サージ（Surge）
本名：ノリコ・アシダ
あらゆる電気を吸収・放電する能力を持つ青い髪の日本人少女。能力を制御するためにガントレットを装備している。2000年代には若手ミュータントによって結成されたNew X-Menのリーダーだった。
マシュー・マロイ
プロフェッサー・Xが存在を隠していたミュータント。テレパシー、テレポート、肉体の再生、異世界のエネルギーを集め放出する能力を持ち、そのパワーはオメガレベルに達する。
能力が上手くコントロールできないため、プロフェッサー・Xが監視下に置いて保護していたが、彼の死をきっかけに能力が暴走してX-MENを次々に殺害してしまう。生き残ったテンパスが時空改変を起こし、存在ごと抹消された。
テンパス（Tempus）
本名：エヴァ・ベル
チャールズ・エグゼビア学園の生徒だった十代のミュータント。タイム・バブルという球体で覆った空間の時間をコントロールする能力を持つ。能力を行使してタイムトラベルまで行えるが、そのことはごく少数にしか打ち明けていない。
タイムトラベル能力が暴走し、未来や過去を行き来していたことがあり、未来では結婚して子どもまで出来ていた。マシュー・マロイが学園を壊滅させた際に、タイムトラベルを使って過去へ戻り、当時のプロフェッサー・Xに助力を乞い、マロイの両親を出会いを妨害し出生ごとなかったことにした。

### ヴィラン
マグニートー（Magneto）
本名：エリック・マグナス・レーンシャー（旧名：マックス・アイゼンハート）
磁界王（じかいおう）の異名を持つ最強のミュータントの一人。磁力を操り、あらゆる金属を意のままにする。能力は電力、重力までに干渉し、核爆発に耐えうる電磁バリアを張ったり、地球の地磁気に影響を与えて地殻変動や地球の裏側の火山の噴火まで起こすなど、広範囲かつ尋常ではない強力さをもつ。また、血中のヘモグロビンの鉄分を制御して他人の動きを操ることも可能。ただしこれらの使い方には相当の集中を要するため、戦闘には金属を操作したり磁界パワーをぶつけるといった単純な使い方を用いることが多い。「人類はより優秀な生物であるミュータントに支配されるべきである」との思想を持つが、ミュータントに対する同胞意識は人一倍強く、全てはミュータントを救わんがための行動である。必要であればX-MENに与することも厭わず、ヴィランでありながらヒーローとしての側面も濃い。作者のスタン・リーは「マグニートーはヴィランではなくヒーロー」という主旨の発言を残している。彼が着用する兜はプロフェッサーXに対抗するために自らが金属を再構成して作ったもので、精神波を遮る特殊な作りになっている。反対にアイアンマンなどはマグニートーのミュータント能力を防ぐために磁気を通さない特殊な金属を用いている。優れた科学者でもあり、いくつもの基地を建造して所有している。
ユダヤ人であり、第二次世界大戦時のホロコーストの被害者。収容所で出会った恋人のマグダとともに脱走し、ソビエトに移住すると名前を本名のマックスからマグナスに改めた。マグダと結婚し、長女アーニャを授かり幸せに暮らしていたが、マグナスがミュータントであると知った村人達に住居を放火されてアーニャを失ってしまう。マグナスは怒りのままに村人達を皆殺しにするが、その惨劇を目撃したマグダはマグナスに恐怖し、逃げ出してしまった。さらに失意の中で出会った新たな恋人のイザベラもミュータント差別者に殺されてしまった。過去に何度も迫害を受け、大切な者を亡くし続けたことがトラウマになっており、荒んだ人格を持つようになった。アーニャを失った時の殺人で追われる身となったマグナスは、エリック・レーンシャーという名の偽造した身分証明を得て、イスラエルで看護師として働いていた。そこでエグゼビアと出会い、ミュータントの将来を語り合う親友となるが、イスラエルに現れたヒドラに容赦なく力を振るうエリックを見たエグゼビアは相容れないことを痛感する。
エグゼビアと別れたエリックは自らをマグニートーと名乗り、ミュータントのための抗争を開始する。ケープ・シタデル基地の襲撃をX-MENに阻まれたマグニートーは、X-MENのチームワークに対抗するため悪のミュータント・チーム「ブラザーフッド・オブ・イビルミュータンツ」を結成し、その後もX-MENと幾度も戦いを繰り返していった。その過程でクローン体に精神を移植するなど何度も若返り、実年齢と肉体年齢が異なるようになった。また、衛星軌道上にアステロイドMと名づけた秘密基地を保有するなど、活動の範囲も広がっていった。度重なるテロ活動によって「地球上で最も危険なミュータント」として各国政府に認識されており、「マグニートー議定書」と呼ばれる対マグニートー用の特殊対策法案が存在する。
プロフェッサー・Xが暴徒に襲われた際に、はじめて和解し、X-メンを指揮するようになった。若手グループ「ニューミュータンツ」は自ら指揮をとり、彼らにとっては良き師となった。また、後にチームを指導したケーブルには特別な敵意を持っていた。その後、しばらくはアステロイドMに身を置き静観を続けていたが、モイラが自分に遺伝子操作を施し悪の心を取り除いたことを知って、再び人類への闘争を開始する。アバロンでの戦いでプロフェッサー・Xに精神を攻撃され、廃人のようになってしまった。彼の精神はプロフェッサー・Xに寄生していたが、やがて混ざりあいオンスロートという邪悪なミュータントが誕生してしまう。マグニートー自身もその後間もなく復活し、国連に宣戦布告を行い、X-MENのアジトを強襲するが自らのクローンであるジョセフに命がけで阻止される。宣戦布告を受けた国連はマグニートーに「テロ活動をやめるのであれば引き換えにジェノーシャの統治権を委譲する」と条件を出し、マグニートーはこれを承諾した。マグニートーはジェノーシャを理想のミュータント国家にすべく邁進し、荒廃したジェノーシャは人口が1600万人に達するまでに国力が回復したが、カサンドラ・ノバによって操作されたセンチネルの大群により全壊する。プロフェッサーXと共に再興を探る中、「M・デイ」でミュータント能力を失うが、ハイエボリューショナリーと共にミュータント能力を復活させる研究を続け、能力を取り戻した。ユートピアの建国を受け、ミュータントの未来のために共に力を合わせることを決意しX-メンに投降し、X-メンの一員となった。その後は、以前より冷酷になったサイクロップスにかつての自分を重ねつつ、行動を共にしている。
連載が続くごとに過去の設定が補足されカリスマ性を帯びたキャラになったが、それ以前の初期は超能力を私利私欲に使う小悪党として描写されており、ファンタスティック・フォーなどに対して姑息な作戦を弄して戦ったことがある。
『エイジ・オブ・アポカリプス』では無き親友に代わり、X-メンを結成しそのリーダーとなった。『アルティメット・X-メン』では現行世界同様X-メンと対立を続けるが、娘を失ったことで暴走し多数のヒーローを惨殺した後にサイクロップスに殺された。
セイバートゥース（Sabretooth）
本名：ビクター・クリード
ウルヴァリンと同じ超人兵士開発プロジェクトから生まれたミュータント。ルピンの末裔。アダマンチウムで覆われた牙と怪力を武器とし、超回復能力ヒーリングファクターを持つ。ウルヴァリンの過去の一端を知り、ロミュラスから指令を受け彼の人生を狂わせてきた。カナダの小屋でウルヴァリンの恋人、シルバー・フォックスを惨殺して以降、誕生日が訪れる毎に彼の大事な物を奪うという偏執的な趣味を持つ。一時期はウルヴァリンの父親であるという偽の記憶を植えつけられていた。かつてテレパス能力をもち重火器の扱いに長けたミュータント・バーディーとコンビを組んで闘争本能の暴走を防いでいたが、グレイドンに殺害されてしまい、精神の不調を来してX-メンに身を寄せたこともあった。宿敵のウルヴァリンとは幾度にも渡って死闘を繰り広げてきたが、ヒーリングファクターを封じる力のあるムラマサブレードで首を斬り落とされ死亡した。
だがその後、ザ・ハンドの手によって蘇生し、アジアの不可視の王になることを目論むが、ウルヴァリンの手によって妨害される。そしてミスティークらと共にマドリプールに潜伏して暗躍していたが、マグニートーの襲撃を受けてチーム全員打倒される。
レッドスカル・オンスロートとの戦いでヒーローが壊滅した後、マグニートーの集めたヴィラン連合軍の一人として参戦。この後発動した善悪反転魔法によってヒーローに転身した。その反転現象が解除された後も善の人格のままとなり、短期だが、アンキャニィ・アベンジャーズに参加した。
バトルワールド編の後は、空白の八ヶ月を挟み、マグニートー率いるアンキャニィX-MENチームに参加する。アポカリプスウォーズ編でニューモーロックスと接触した際、カリストに出会い、積年の恨みによって殺されかけるが、抵抗はしなかった。首を刺された事で暴走仕掛けるが、チームメイトのモネの仲裁によってどうにか事無きを得ている。
ミスティーク（Mystique）
本名：不明（レイブン・ダークホルムの名前を最も用いる）
真紅の髪に青い肌を持つ女性テロリスト。全身の皮膚の形と色を自在に操り、服装こみでどんな人物にでも変装できる。
詳細は個別記事を参照。
トード（Toad）
本名：モーティマー・トインビー（『X-メン:エボリューション』ではトッド・トランスキー）
短躯と醜貌に強いコンプレックスを持つ。トード（ヒキガエル）という通り名の通り、伸縮自在の強靭な舌と驚異的なジャンプ力、口から吐き出す粘着性の液が武器。
ブラザーフッドの初期からのメンバーであり、マグニートーを崇拝していた。ジーン・グレイ学園では用務員として働いており、生徒を懸命に助けたことがきっかけでハスクと恋仲となったこともある。
パイロ（Pyro）
本名：ジョン・アラダイス
炎を自在に操るミュータント。ただし発火能力は持っていないため、ライターや火炎放射器を持ち歩く。ミスティークの新ブラザーフッドの結成メンバーの一人で、ともにフリーダムフォースに入った。レガシーウィルスに侵され末期状態となっていたが、ブラザーフッドに襲撃されたロバート・ケリーを命がけで守った。反ミュータント派のケリーに、人類とミュータントの平和を託して息を引き取った。パイロのこの行動はケリーが改心するきっかけとなった。
ジャガーノート（Juggernaut）
本名：ケイン・マルコ
プロフェッサーXの義兄。彼の実父とプロフェッサーXの実母が再婚したため義兄弟となった。しかし、父は利発で運動神経もよかったチャールズばかりを可愛がり、苛立ったケインはチャールズをいじめるなど、二人は子供の頃から不仲であった。韓国での従軍中に脱走し、迷い込んだ洞窟で異教の魔神の力を秘めた赤い宝石「サイトラックの魔石」を手に入れた。その魔力でハルクに比肩するほどの恐るべき突進力と破壊力、頑強な肉体を手に入れて現在の姿になった。サイトラックは数千年前に異世界人が持ち込んだ八種類ある魔石の一つで、人間たちを自分たちの魔力を与えた戦士「エグゼンプラー」に変えて、競い戦わせるための触媒だった。ケインがエグゼンプラーの「ジャガーノート」と化した時の衝撃で洞窟は崩落し生き埋めとなってしまうが、神秘的なエネルギーによって飲食はおろか、呼吸すら必要ではなくなったため生き延びた。数年後、脱出したケインはアメリカに帰国し、憎き弟とX-MENを始末しようと行動をはじめた。
ケイン自身はミュータントではないため、サイトラックを剥奪されると、あらゆる攻撃を遮断する強固なフォース・フィールドが解かれ無力となる。頭にはサイオニック・ヘルメットと呼ばれるテレパシー能力を遮断する特殊な兜を身に着けており、これを装着している限りはプロフェッサー・Xの精神攻撃すら無効化する。逆に言えばヘルメットさえ無ければ精神攻撃に為す術がないため、X-MENにはヘルメットを奪われて負けることが多い。
相棒のミュータント、ブラック・トムが第二の突然変異を引き起こし、暴走した彼に殺されかけX-メンに助けを求めたのを機にプロフェッサーXと和解した。キャプテン・ブリテンがリーダーを務める「ニュー・エクスカリバー」に所属していた時は、大ファンだったダズラーと同じチームとなった。
ブラック・トム・キャシディ（Black Tom Cassidy）
手から超高温の衝撃波を放つ能力を持つミュータント。国際的なテロリストで、ジャガーノートの相棒。バンシーとは従兄弟でありライバルでもある。
レディ・デスストライク（Lady Deathstrike）
本名：ユリコ・オーヤマ
日本人。アダマンチウムの人体移植技術を開発したオーヤマ博士の娘。ウルヴァリンを自分の父の仇と信じ、抹殺を狙う。スパイラルにサイボーグ手術を志願し、手の指先から生えるアダマンチウムの爪が武器となった。
シルバー・サムライ（Silver Samurai）
本名：ケンイチロウ・ハラダ
日本最大のヤクザ、ヤシダ家の総帥。銀色の甲冑に身をかため、エネルギー波を物質に発生させ、愛刀をタキオンブレードとしてあらゆるものを切断する能力を持つ。詳細は個別記事を参照。
スパイラル（Spiral）
本名：リタ・ウェイワード
モジョーの配下。ダンスを舞うことで次元を越えてテレポートする能力を持つ。アガモットの目に「最強の魔術師候補」と認められるほどの魔術師。6本の腕を持ち、複数の刀剣類を同時に操る。モジョーバースでボディショップを経営しており、顧客にサイボーグ改造を施すこともある。
元々はロングショットの地球の友人であるスタント・ウーマンだったが、モジョーの邪悪な企みによって、彼の敵として精神と肉体を改造されてしまった。当初は人造生命体という設定でリタとは別人として描かれており、リタがスパイラルに襲われるということも何度かあった。その後もモジョーの腹心として活動を続けている。
アポカリプス（Apocalypse）
本名：エン・サバー・ヌール
黙示録の名を持つ怪人物、本名は第一の者を意味する。分子構造を自由に操ることができ、自分の体を自由に変えられる。自分の体を武器に変化させて攻撃したり、盾を作って防御することが得意技である。さらにハルク並の怪力、クイックシルバー並の約800km/hの超スピード、テレポート能力を持ち、知能も大変高い。第二次大戦中にヘルファイヤークラブに発見され現代に蘇り、X-MENたちと死闘を繰り広げていく。不老に近い超長寿のミュータントである「エクスターナル」の一人。冷酷な人格をしているが、瀕死のX-メンを見逃したり、自分に勝利したアークエンジェルに殺されることを願ったりと、その行動は徹底して己の「適者生存」という信念に基づく、美学を持つ悪役でもある。
4人のミュータントからなる「フォーホースメン（黙示録の四騎士）」を配下にしている。このフォーホースメンにはX-MENのメンバーが洗脳させられて加わる事も珍しくない。過去にはエンジェル（アークエンジェル）、ガンビット、ウルヴァリン、サンファイア、キャリバン、ポラリスらが加えられている。ただしミュータント能力を使うごとに洗脳は解けていき、全X-MENが最終的には彼の支配下から逃れている。またダークライダーズという9人組のミュータント部隊もいる。
生まれは5000年前の古代エジプトにさかのぼる。彼の親が所属する部族はアポカリプスを「悪魔のような外見をしている」と恐れて砂漠に捨てたが、盗賊バールに拾われ息子として育てられた。バールはアポカリプスが「やがて神となる」と予言されたことを信じており、第一の者という名前を授け、後にアポカリプスのアイデンティティとなる適者生存を教えた。その後、オジマンディウス王の奴隷となるが、王を打倒する機会を眈々と狙っていた。彼を奴隷にするため未来からやってきたラマ＝トゥト王に攻撃されたことがきっかけとなり、ミュータント能力に目覚め、世界征服に動きだすようになった。王国にある古代テクノロジーを手に入れんがためにオジマンディウスから王座を奪い取り、自らの行動を記録させる奴隷とした（『ライズ・オブ・アポカリプス』）。古代から活動を続けているが、人間を操って戦争を引き起こすなど歴史の裏で暗躍していたことも多く、数百年に渡って休眠していた時期もあったので、世界を征服するまでには至っていなかった。
自ら見込んだ12人のミュータントのパワーを奪おうとするが失敗し、X-マンと融合を試みるが図らずもサイクロップスと融合してしまったことが原因となり、肉体と精神を失ってしまった。その後、X-MENの学園に自分の宮殿を出現させ、宣戦布告をする。アポカリプスは「Mデイ」でミュータントの数が減ったため、疫病を撒き散らして人間の数も減らし、双方のバランスを取ろうと企んだ。しかしアベンジャーズと組んだX-MENに阻まれ、疫病も解毒剤が作られたため計画は失敗に終わった。その後、肉体を失うが子供の姿で復活し、X-フォースに発見されるが、ファントメックスに殺された。
『エイジ・オブ・アポカリプス』では支配者として君臨していたが、マグニートーによって倒された。ケーブルがやってきた39世紀の未来では、エクスターナルによる悪の王朝「ニュー・カナーン」を起こし地球全土を制圧していたが、全盛期のアポカリプスを模したロボットに老いさらばえた本人が乗っているという有様であった。後継者と見込んだストライフに自分のエッセンスを送り操ろうとするが、サイクロップスとフェニックスと幼いケーブルに倒されている。
ミスター・シニスター（Mister Sinister）
本名：ナザニエル・エセックス
ミュータントの科学者。超人の殺し屋集団「マローダーズ」を率いる。能力は分子レベルでの他者の操作・テレキネシスエネルギーの放出・肉体治癒・高レベル頭脳・超人的耐久力・怪力・他者への憑依など多岐に渡る。憑依した相手の額には赤い菱形の文様が浮かび上がる。
息子が遺伝子の欠陥が原因で死亡したため、優良な遺伝子に固執するようになった。彼は人類を家畜のように扱って自らがコントロールすることで、より優れた遺伝子を持つ存在（ミュータント）に進化させようと企んでいた。時代はダーウィンが種の起源を刊行し、進化論を唱え始めた頃であり、彼の思想はダーウィンを支持する学者達を戦慄させた。彼の妻は二人目の息子を死産した後に死亡するが、その時に夫のことを「邪悪（シニスター）」と呼んで非難した。アポカリプスに才能を見込まれ、彼の弟子として不死の肉体を与えられると、エセックスは自らをシニスターと名乗るようになった。サンクテティ・トラスクが作ったタイムマシンで過去にやってきたジーンとサイクロップスは、アポカリプスと手を切るようシニスターを説得するが、聞き入れないばかりか、これが原因で後々までサマーズ家に執着することになってしまう（『The further Adventures of Cyclops and Phoenix』）。その後自らが世界を征服したいという欲望に駆られ、アポカリプスと袂を分かち、アポカリプスを倒せる究極のミュータントを創造することを生涯の目標とする。
自分が興味を持ったX-MENを産まれた頃から監視し、時にはその人生に大きく干渉していった。当時ジーンが死んだと思っていたサイクロップスに、彼女のクローンであるマデリーン・プライアーを近づけた。その成果といえるネイサンは、ゴブリンクイーンと化したマデリーンに奪い返されてしまい、さらにアポカリプスによってテクノオーガニックウィルスを植え付けられてしまった。しかし、その後も諦めることなく究極のミュータントを創造するべく暗躍している。彼の興味はケーブルには向かず、サイクロップスとジーンの遺伝子を受け継ぎながら力を完全に発揮できるXマンに向いた。
ストライフはシニスターにサマーズ家の遺伝子が入っていると偽って、シニスターにレガシーウイルスを渡した。シニスターは騙され、ウィルスを世に解き放ってしまった。
体を失った後は、女性の被験者に憑依しミズ・シニスターを名乗るが、うまく順応できず、X-23などの体を渡り歩く。自分や他のミュータントのクローンを大量に作ってロンドンの地下にシニスターの国を作っていたが、フェニックス・ファイブに滅ぼされた。
ゴブリン・クイーン（Goblin Queen）
本名：マデリーン・プライアー
シニスターが生み出したジーン・グレイのクローン。ジーンが死亡したため、シニスターが急遽作りあげ、マデリーンという虚構の人物の記憶とサイクロップスに対する愛情を植え付けた。さらにフェニックスとして活動していたフェニックス・フォースが、クローンであるマデリーンに宿ったことで覚醒した。
サイクロップスとは、マデリーンがパイロットとして働いていたアラスカの飛行場（サイクロップスの祖父母が経営していた）で出会い、お互いの過去に共通の話題が多かったことなどからすぐに意気投合し、やがて結婚して息子を授かった。しかし、ジーンが復活するとサイクロップスはXファクターとして活動するようになり、マデリーンはX-MENに入ったため、連絡が途絶えてしまった。当時X-MENはアドバーサリーの戦いで全滅したと思われており、Xファクターは素性を隠して活動していたためである。さらに連絡が取れないようにシニスターが裏で手を回していた。夫と離れ離れになり不安を募らせていたところを地上の侵略を目論む悪魔ナスティアに目を付けられてしまい、日ごと心の闇を増長させられると魔女ゴブリン・クイーンへ変えさせられてしまう。サイクロップスが自分を捨てたと思い込んだマデリーンは、息子を生贄にして復讐を遂げようとするが、戦いの末にジーンに人格と記憶を吸収され消滅した。
マスターモールド（Master Mold）
ボリバー・トラスクが造ったセンチネルの初号機。他のセンチネルと異なり玉座のような椅子に腰掛けている。トラスクを監禁してセンチネルを増産するように指示を出すが、トラスクは主人の意に反し人間までも組み敷こうとするセンチネルを脅威に思い、マスターモールドを巻き込んで自爆した。しかし、その後も何度も復活しており、最終的にバンシーによって破壊された後にニムロッドに寄生し、バスチオンとして転生を果たす。
バスチオン（Bastion）
ダズラーによって魔界に落とされたマスターモールドとニムロッドがシージ・ペリラスを通って人間として転生した存在。未来の最新鋭センチネルであるニムロッドの性能を引き継いでいるが外見は人間に近い。シージ・ペリラスをくぐった影響で、記憶データを無くしたバスチオンは自分を人間と思い込んでいたが、ミュータントに対する根絶意識だけは根深く残っていた。米国政府に取り入り、極秘のミュータント根絶計画「オペレーション・ゼロ・トレランス」を指揮し、センチネルの軍団を操りX-メンを壊滅寸前に追い込むが、ケーブルとマシンマンによって破壊された。バスチオンは自分の経営するクリニックの患者を改造してプライム・センチネルという新型のセンチネルを造った。これはバスチオンと同様に人間の姿をしていたため、謀略に役立った。
その後、ウォーロックのトランスモードウィルスによって復活し、反ミュータント感情を持つテロリストを次々に蘇生させてホープの抹殺を目論むが、サイクロップスとウルヴァリンとホープの攻撃を受けて爆散する。
オンスロート（Onslaught）
プロフェッサーXがマグニートーの精神を破壊した事がきっかけで生まれた魔人。プロフェッサーXとマグニートーの負の精神を引き継ぎ、それぞれのミュータント能力=精神操作能力と磁力操作能力を持つ。さらにフランクリン・リチャーズの能力を取り込こんだことで現実改変能力も手に入れ、地球で生まれた最初のコズミックビーイング（宇宙的存在＝ギャラクタスやリビング・トリビューナルのような、宇宙を律する神に等しい存在）と呼ばれた。サイオニック・アーマーと呼ばれる鎧を身に纏っており、ほぼ全ての物理攻撃を無効化する。エネルギー体となったオンスロートにヒーローはダメージすら与えられないという状況であったが、ミュータント以外の名だたるマーベルヒーローの連合軍がオンスロートの内部に特攻したことで実体化し、X-MENの総攻撃を受け消滅した。
Mデイで行き場を無くし宇宙をさまよっていたミュータントパワーによって復活し、フランクリンを再び取り込もうとしてリボーン・ユニバース（フランクリンが最初のオンスロート出現後に自ら作った世界）のアベンジャーズと戦った。バッキー（リッキー・バーンズ）の捨て身の攻撃によってネガティブゾーンに突き落とされるが、一緒にネガティブゾーンに落ちて死亡したバッキーの亡骸にエネルギーを与え、自分をネガティブゾーンから脱出させるためアース616に侵入させた。真実を知ったバッキーは自滅する道を選び、オンスロートは幽閉されたままとなった。
プロフェッサーXの遺体を利用してテレパス能力を手に入れたレッドスカルがマグニートーに殺された際に、レッドスカルとプロフェッサー・Xの精神が混ざり合いレッドオンスロートとなり世界中に敵対した。ドクター・ドゥームとスカーレット・ウィッチの魔法によって二人の精神が切り離され、レッドオンスロートはレッドスカルの姿に戻ったが、この魔法の影響でマーベル世界のヒーローとヴィランの立場が一時的に逆転するという現象が起きてしまった。
キャメロンホッジ（Cameron Hodge）
反ミュータント組織ザ・ライトの創設者で、過激な反ミュータント思想家。ファーストファイブがXファクターを結成した際には援助を行ったが、全てはX-MENを信用させるための策略であり、高校時代からの友人（を装った）エンジェルの翼を手術で治そうと見せかけて切り落とし、さらに財産を奪い、恋人だったキャンディ・スーザンを殺害した。アークエンジェルに首を撥ねられるが、ナスティアとの契約によって首だけの状態で蘇生し、首から下を機械の体へと変えた。ジェノーシャを支配すると、ウォーロックの能力を自らに移植させるためニューミュータンツを拉致するが、ニューミュータンツの救出に駆けつけたX-MENに敗北し、リクターの起こした地震によって生き埋めとなった。その後、機械生命体のファランクスによって再度復活するが、またも生き埋めとなる。バスチオンに掘り起こされ、反ミュータント連合に合流するも、ジェノーシャでその命を奪ったウォーロックに今度は自らが殺されることになった。
ウィリアム・ストライカー（William Stryker）
反ミュータント教団ピュリファイアーズの創設者で、ミュータントを悪魔と説く反ミュータント活動家。ウェポンXの関係者でもある。産まれた息子がミュータントと知ると妻子を巻き込んで心中を図るが、自分だけが死ねず生き残る。ストライカーはこのことを「ミュータントを殺すため神に生かされた」と盲信し、以降はミュータントの弾圧に人生を捧げることになる。エグゼビアを洗脳し迫害運動に利用した際に、無抵抗のミュータントを銃殺しようとしたことがテレビ中継され、世間に過激な思想家であることが露見した。恵まれし子らの学園などのX-MENのアジトを何度も襲撃し、多くのミュータントを殺害している。レディ・デスストライクとは愛人関係にある。
マツオ・ツラヤバ（Matsu'o Tsurayaba）
歴史ある忍者集団ザ・ハンドの首領で、日本人。ミュータントではないがミュータント能力に匹敵するほどの数々の殺人技と超人的な技を会得しており、世界中で暗躍している。普段はビジネスマンとして行動しており、配下の下忍は伝統的な忍者服にもかかわらず、本人はコスチュームも常に背広とコート姿。ウルヴァリンによって全身をバラバラに切り裂かれてしまい、サイロックに介錯を頼み彼女はこれを了承した。
ストライフ（Stryfe）
未来世界から来た強力なミュータント。2000年先の未来でケーブルの臓器移植のためにつくられたクローンだったが、アポカリプスに奪われて冷酷な戦士として育てられる。成長するとアポカリプス率いるニューカナーン王朝や、その敵であるクランチョーズンに敵対する第三の勢力となった。タイムトラベルで現代にやってきたストライフは、ミュータントによる人類支配を目的にしたテロ集団「ミュータント解放戦線」を作った。ケーブルを装ってプロフェッサーXを狙撃し機械化ウイルスに感染させた一連の事件の首謀者（「エクスキューショナーズ・ソング」）。彼自身はケーブルではなく自分のほうがオリジナルと思っていた。自分の遺伝子上の親であるサイクロップスとジーンが自分を捨てたと認識しており、二人を激しく憎んでいる。ケーブルとは異なり、テクノウイルスに余分な能力を割くことも必要ないため「ケーブルの完全体」とも言える非常に強力なミュータント能力を持ち、ジーン・グレイの能力をいとも簡単に押さえつつアポカリプスを半殺しにしたこともあった。ケーブルとの決闘に敗れるが、死ぬ前に残した「レガシーウイルス」は、その後多くの犠牲者を出すことになる負の遺産となった。
オメガレッド（Omega Red）
本名：アルケイディ・ロッソビッチ
ソビエト連邦の超人兵士1号で「紅の超人兵士」の異名を持つ。X-MEN#4にて初登場。元々は連続殺人鬼だったが、冷戦時代にKGBに捕らわれソ連の超人兵士「オメガレッド」として生まれ変わった。首に埋め込まれた超金属の鞭「カーボナディウム・コイル」を武器とする。周囲の人間の生命力を吸い取るフェロモン「デス・ファクター」を発することができ、鞭を相手に刺すことによってその伝導率を高めることができる。デスファクターを安定させるために不可欠な装置「カーボナディウム・シンセサイザー」をウルヴァリン、セイバートゥース、マーヴェリック (Agent Zero) の3人に奪われ、制御不能と判断した当時の軍部により、その後30年以上の間冷凍睡眠させられたが、現代になるとマツオ・ツラヤバによって封印を解かれザ・ハンドの殺し屋となった。その後もウルヴァリンをはじめ、幾多のヒーローたちと死闘を繰り広げていくが、ウルヴァリンの放ったムラマサブレードの一撃を受けて死亡した。後に遺体から「オメガクラン」と呼ばれる3体のクローンが開発され、X-フォースと激しく敵対した。
さらにオメガレッド自身も、ロシアの魔術師によって建てられた聖ミトロファン教会と関わる一部の魔術師たちによる魔術儀式で復活し、ふたたびX-メンと対決している。
エクソダス（Exodus）
本名：ベネット・デュ・パリス
12世紀より活動を続ける長命のミュータント。テレキネシス、テレパシー、フォースフィールド、浮遊、怪力などの能力を持つ。
かつてはフランスで十字軍に参加していたが、アポカリプスの手によってミュータント能力を呼び起こされ、下僕にされる。その後、アポカリプスによって仮死状態にされるが、20世紀になってマグニートーによって解放され、忠誠を誓う。マグニートーが不在の間に彼を裏切ったコルテスを粛清し、アコライツを指揮していた。マグニートーの能力喪失などがきっかけで、彼のもとを離れ、以降は独自に活動を続けている。
カサンドラ・ノバ（Cassandra Nova）
フルネーム：カサンドラ・ノバ・エグゼビア
ママドライと呼ばれる精神寄生体。プロフェッサー・Xの母親の胎内に潜み、彼のDNAをコピーした双子として生まれた。全ミュータントの抹消を目論み、ジェノーシャを壊滅に追いやったり、プロフェッサーの体を乗っ取り彼がミュータントであることを世間にばらした。
ジェネシス（Genesis）
本名：タイラー・デイスプリング
アポカリプスが支配する39世紀の未来で生まれた、アポカリプスの実の息子でケーブルの養子。他人の思考を映像に投影させることができる。ストライフに洗脳されて思想が歪み、アポカリプスの配下となった。タイムマシンで現代に現れ、ウルヴァリンを洗脳しようとしたり、アポカリプスを復活させようとしたが、ウルヴァリンに殺された。
ロミュラス（Romulus）
ホモルパス＝ルピン一族の王でウルヴァリンと関係が大きい人物。ウルヴァリンにプロフェッサーX暗殺を命じる強い暗示を与えたりもした。ウルヴァリンに殺された。詳しくはウルヴァリン (コミック作品)の項目を参照。

### その他の登場人物
グレイドン・クリード（Graydon Creed）
ミスティークとセイバートゥースの息子。両親はミュータントだが彼自身は人間であったため、母に見捨てられた。成長してから反ミュータント派の政治家となった。
デッドプール（Deadpool）
本名:ウェイド・ウィルソン
先天的ミュータントではなくウルヴァリンのヒーリングファクターを移植された後天的ミュータント、サイロック等と同じく元X-フォースの一員。
クイックシルバー (Quicksilver)
本名：ピエトロ・マキシモフ
時速800kmで移動できるミュータント。マグニートーの息子。ミュータント能力を開花させはじめたマグニートーを恐れ、去っていった母マグダがワンダゴア山で出産した。双子の姉ワンダと共にジプシーのマキシモフ夫妻の元に預けられるが、ジプシーへの迫害と子供のために盗みを働いた養父の罪により住んでいた家を焼かれ、二人きりの放浪生活を余儀なくされた。その後、姉の能力の芽生えと共に魔女狩りに遭っていたところをマグニートーに助けられ、姉と共に「ブラザーフッド・オブ・イビル・ミュータンツ」へ参入するが、X-メンとの戦いを続けていくうちに正義に目覚め、アベンジャーズへと加わった。
超人類インヒューマンズの姫クリスタルと結婚し、子供ルナを授かり、暫くしてマグニートーから血縁があることを打ち明けられた。
後にXファクターにも参加しており、X-メンとも交流を深めた。
M・デイ後の混乱の責任を感じ、インヒューマンズの秘宝テリジェンクリスタルを持ち出しミュータント能力の正常化を図るが、これが原因でアメリカとインヒューマンズの関係が劇的に悪化し、戦争にまで発展。さらにレイラ・ミラーによって『ハウス・オブ・M』の主犯であることが暴露され、全てを失い投獄された。
姉のことを誰よりも大切に思っており、彼女を傷つける者は誰であろうと容赦はしない。またその思いが強すぎるあまり、妻クリスタルとの関係が冷え込むこともある。自分達を苦境へ追いやった父に対しては激しい憎悪を募らせている。
スカーレット・ウィッチ（Scarlet Witch）
本名：ワンダ・マキシモフ
確率を変動させたり現実を思いのまま改変することができるヘックスパワーを操るミュータント。また魔女アガサ・ハークネスに師事し、強大な魔術を操ることができる。マグニートーの娘で、クイックシルバーは双子の弟。生まれてからアベンジャーズに参入するまで、ずっと弟と共に行動をしていた。
アベンジャーズの一員であるアンドロイドのビジョンと結婚。弟が子供を作ったことを羨み、アンドロイドの夫の子を産めないことから魔法を使って二人の子供ウィキャンとスピードを産む。だが、子供たちを作る際に意図せず悪魔メフィストの魂の欠片を取り込んでいたため、自分の魂を取り戻そうとするメフィストの襲撃によって子供を失い、そのショックによって精神状態が不安定になっていく。次第に子供を失ったのはアベンジャーズの仲間のせいだと逆恨みをするようになり、現実改変能力を使って次々に敵を送り込み、アベンジャーズを壊滅へと追い込んでしまう。
ヒーローたちがその処遇を思い悩む中、ヒステリックになった弟にそそのかされ現実改変能力を乱用し世界中の人類の精神に干渉し、現実改変能力によって自分達が王室となる世界「ハウス・オブ・M」を作りあげてしまう。ミュータントによって理想の世界が崩壊していったことでさらに感情を爆発させ、その能力によって全世界中のほとんどのミュータントの能力を喪失させてしまった。
カリスト（Callisto）
本名：不詳
モーロックスのリーダーをしていた女性ミュータント。人間の数倍優れた五感を持っており、右目を眼帯で覆い褐色の肌をしている。ある事件がきっかけで、両腕が蛸のような6本の緑の触手に改造されてしまった。エンジェルを夫にしようとして拉致するが、エンジェル救出をかけたストームとの決闘で負け、リーダーの座を彼女に譲った。
ミハイル・ラスプーチン（Mikhail Rasputin）
物質の分子構造を変化させる能力を持つミュータント。コロッサスやマジックの実兄。モーロックスがマローダーズの虐殺にあった後に、生き残ったメンバーをヒルという異次元に転送し、保護していた。ヒルに入った際に、パワーが暴走してヒルの住人たちを皆殺しにしてしまったことがトラウマとなっており、モーロックスの保護も贖罪のように考えていた。しかし次第に狂気に蝕まれてしまい、モーロックスの子ども達を冷酷な暗殺者として教育し、ジーン・ネイションという人類虐殺を目的としたテロリスト集団へ変貌させてしまった。
ダケン（Daken）
本名：不詳（養親からはアキヒロと命名）
当時の妻イツとの間に生まれたウルヴァリンの息子。ヒーロー、ヴィランのどちらにも所属しない独自性を持つ。
ウルヴァリンと同じく、3本の爪（手の甲から2本、内側の手首から1本）とヒーリングファクターを持つ。爪にはティンカラーによってヒーリングファクターを無効化するムラマサの破片が埋め込まれていたが、後にウルヴァリンによって剥奪された。ロミュラスに洗脳され父が母イツを殺したと信じ込み、父を殺そうとしていたが、プロフェッサーXにより黒幕がロミュラスであることを知る。詳しくはウルヴァリン (コミック作品)の項目を参照。
ホープ（Hope Summers）
フルネーム：ホープ・サマーズ
Mデイ以降初めて生まれたミュータントの子供。初期はテレパスだったが、成長すると他人の能力をコピーし最大限まで増幅させるという能力になった。ミュータントと人類を救う救世主として、生まれた直後から争いの種になっていた。ケーブルとX-メンに守られつつマローダーズやピューリファイアーズの追跡を逃れた後、さらなる危険を回避するためケーブルと共に未来へと旅立った。だが未来においてもアポカリプスやストライフらに狙われたため、ケーブルと共に十数年のタイムトラベルを経た後に、再び現代へと戻って来た。彼女がユートピアへ避難する際に、バスチオンら反ミュータント主義者の猛攻を受けるが、ナイトクロウラーらの犠牲によって守られユートピアへ無事に入国を果たした。
ビショップのいた未来では大量殺人者であるためビショップは彼女を殺そうとしているが、一方でケーブルのいた未来では救世主となっているためケーブルは自ら養父となり大切に育てている。名前の由来はケーブルの亡くなった妻の名前から。

### その他の存在が確認されているキャラクター
Blob
Mastermind
1964年初登場のキャラクター。
Bolivar Trask
Ka-Zar
1965年初登場のキャラクター。
Mimic
1966年初登場のキャラクター。
バンシー（Banshee）
Kevin Sydney
1967年初登場のキャラクター。
Mesmero
1968年初登場のキャラクター。
Living Monolith
Sauron
1969年初登場のキャラクター。
Moira MacTaggert
Thunderbird (John Proudstar)
1975年初登場のキャラクター。
Lilandra Neramani
Shi'ar
1976年初登場のキャラクター。
Starjammers
Ch'od
Corsair
Hepzibah
Raza Longknife
1977年初登場のキャラクター。
Korvus
2006年初登場のキャラクター。
Aurora
Northstar
Proteus
Shadow King
矢志田 真理子（Mariko Yashida）
1979年初登場のキャラクター。
Dazzler
Donald Pierce
1980年初登場のキャラクター。
キティ・プライド（Kitty Pryde）
1980年初登場のキャラクター。詳細は個別記事を参照。
Robert Kelly
Sage
Sebastian Shaw
1980年初登場のキャラクター。
Avalanche
Rachel Summers
1981年初登場のキャラクター。
Lockheed
Valerie Cooper
1983年初登場のキャラクター。
Forge
1984年初登場のキャラクター。
Nimrod
1985年初登場のキャラクター。
Fabian Cortez
Trevor Fitzroy
1991年初登場のキャラクター。
Siena Blaze
1993年初登場のキャラクター。
Blink
M
1994年初登場のキャラクター。
Dark Beast
Holocaust
1995年初登場のキャラクター。
Maggott
1997年初登場のキャラクター。
Karima Shapandar
2000年初登場のキャラクター。
Lady Mastermind
Stacy X
Xorn
2001年初登場のキャラクター。
Dust
Fantomex
2002年初登場のキャラクター。
Azazel
Hellion
Quentin Quire
2003年初登場のキャラクター。
Blindfold
Pixie
2004年初登場のキャラクター。
Darwin
Gentle
Vulcan
2006年初登場のキャラクター。
Predator X
2007年初登場のキャラクター。
Cipher
Ink
2008年初登場のキャラクター。
Graymalkin
Lifeguard
Slipstream
Spyke
Thunderbird (Neal Shaara)

## X-メンの世界
X-メンは、マーベル・コミックのシリーズに登場する他のキャラクターとともにマーベル・ユニバースに存在し、しばしば交流をする。マーベル・ユニバースのX-MEN/ミュータントコーナーは、非公式に「X-ユニバース」（X-Universe）と呼ばれている。例えば、ウルヴァリンは、X-メンに参加する前は、もともとハルクと敵対しており、キャプテン・アメリカ、ブラック・ウィドウ、ザ・シング、キャプテン・マーベル（キャロル・ダンバース）、エレクトラ、スパイダーマンなどの他のヒーローとのつながりもある。クイックシルバーとスカーレット・ウィッチは、ブラザーフッド・オブ・ミュタンツの元メンバーで、ビーストなどの他のX-メンのキャラクターと同様にアベンジャーズに参加している。ローグは、キャプテン・マーベル（キャロル・ダンバース）を吸収して力を得ており、X-メンとの交流もある。キティ・プライド（シャドーキャット）は、ガーディアンズ・オブ・ギャラクシーの一員としてスター・ロードと交際し、ファンタスティック・フォーのミスター・ファンタスティックとインビジブル・ウーマンの息子であるフランクリン・リチャーズの指導者でもあった。ストームはかつてワカンダの女王であり、ブラックパンサーの妻でもあり、ファンタスティック・フォーの一時的なメンバーでもあった。レイチェル・サマーズは、フランクリン・リチャーズのガールフレンドだった。また、アイスマンとエンジェルは、ブラック・ウィドウ、ゴーストライダー、ヘラクレスと並んでオリジナル・チャンピオンズに参加しているほか、ファイアスターやスパイダーマンとも「アメイジング・フレンズ」として頻繁にコンビを組んでいる。セイバートゥースはもともとアイアンフィストの悪役で、その後ウルヴァリンの宿敵となった。そして、X-メンとアベンジャーズの両者は、フェニックス・フォースをめぐる争いの後、「アンキャニー・アベンジャーズ」（別名：アベンジャーズ統一部）というチームを結成した。

## その他のメディア

### アニメ

#### X-MEN
アメリカ合衆国では1992年10月31日から1997年9月20日までフォックス放送内のFox Kidsで放送。日本では1994年から1995年までテレビ東京系などで第1話から第42話まで放送され、音響監督の岩浪美和が担当した。2005年12月3日からキャストを一新してトゥーン・ディズニー（現・ディズニーXD）のJETIX内で全76話が放送された。トゥーン・ディズニー版の日本語吹き替えは、2022年2月23日にDisney+で配信されている。
ストーリーは、比較的原作に忠実。レギュラー登場できなかったメンバーは、コロッサスやアークエンジェルなどがゲストで登場した他、サイロックのように一瞬だけ登場したケースもあった。また、ゴーストライダーなどの、マーベル・コミックの他作品に出演したキャラクターが一瞬だけ登場したケースもある。本作オリジナルのミュータントである「モーフ」は、原作の「チェンジリング」がモデルである。これは1994年の「エイジ・オブ・アポカリプス」ではコミックに逆輸入され、チェンジリングと思われるミュータントのコードネームが「モーフ」になっていた。

#### X-メン:エボリューション
X-メンのメンバーの一部をハイティーンに設定し、学園青春ものの要素を取り入れたリメイク作。サイクロップス、ジーン、ローグ、スパイク、キティなどのX-メンメンバーと、トード、ブロブ、キティに好意を抱くアバランチなどが同じ高校に通う学生となっている。ウルヴァリンやストーム、プロフェッサーX、マグニートーなどはほぼそのまま登場。
ファンになじみのあるキャラが多く登場する作品になっている。ただしストーリーは全くのオリジナルで、登場するキャラの役割が原作コミックと大きく違っていることがある。例えば、コロッサスやガンビットがマグニートーの部下になっていたり、ケリー議員が校長になっていたりする。
また、やや変則的な手法ながらキャプテン・アメリカなどもゲスト出演している。
ワーナー・ホーム・ビデオより第1シーズンが全4枚のDVDで発売。

#### Wolverine and the X-Men
2009年1月から11月にかけてアメリカで放送されたテレビアニメ、日本未公開。本作ではウルヴァリンをX-MENのリーダーとなり、マンションの爆発事故の影響で行方不明になったプロフェッサーXとジーン・グレイを探し出すという物語。シーズン1のみ製作され、シーズン2は中止となった。

#### エックスメン（マッドハウス版）
日本のアニメ制作会社マッドハウスが制作し、アニメ専門チャンネルアニマックスで放送されるマーベル作品アニメ化シリーズ第3弾。2011年4月1日より放送。

#### ディスク・ウォーズ:アベンジャーズ
2014年より放送の東映アニメーション制作のテレビシリーズ。マーベルの世界観がアニメ独自にアレンジされており、第16話から第22話の「X-メン編」ではミュータント問題が取り上げられ、日本を舞台にウルヴァリンやプロフェッサーX、アシダ・ノリコ（サージ）、ジャガーノートやシルバーサムライといったX-メンのヒーローやヴィランが登場している。

#### X-MEN '97
2024年3月20日にDisney+で配信されるアニメシリーズ。オリジナルを忠実に再現し、若干強めな内容となっている。ウルヴァリン、ジーン・グレイ、ローグ、ストームなどといった多数のX-MENキャラクターも再集結する予定となっている。当初は2023年秋に配信公開予定としていたが、同年9月に公開日時を2024年初頭に変更した。2024年2月16日、マーベル社が本作を同年3月20日に公開すると発表。担当声優には旧シリーズに出演した声優が続投するが、一部キャラクター（特にサイクロップス）は変更となる。

### ゲーム
特に記載がない場合はアーケードゲーム。
X-MEN（コナミ）
1992年稼動開始の多人数同時プレイ可能なベルトスクロールアクションゲーム。2人用と4人用、2画面専用筐体の6人用があった。サイクロップス、ウルヴァリン、ストーム、ダズラー、コロッサス、ナイトクローラーがプレイヤーとして使用可能。2010年12月にXbox 360とPS3でオンライン協力プレイ対応のダウンロード専売ソフトとして配信されたが、日本ではまだ配信されていない。
キャプテンアメリカ&ジ・アベンジャーズ（データイースト）
1991年稼動開始の横スクロールアクション。X-メンのゲームではないが、ジャガーノートなど悪役が登場。家庭用ではスーパーファミコンやメガドライブに移植されている。
アベンジャーズ・イン・ギャラクティックストーム（データイースト）
1995年稼動開始の対戦格闘アクション。銀河帝国シャイアなどが登場。メインのプレイヤーキャラとサポートキャラを選ぶことが出来る。サポートには他のゲームでは見掛けないマイナーキャラも登場するのが特徴。
エックス・メン チルドレン オブ ジ アトム（カプコン）
1994年稼動開始。『ストリートファイターII』に始まるブーム中に出された対戦型格闘ゲーム。アーケードを初め、様々な機種に移植された。以下はシリーズ。VS.シリーズの項目も参照。
マーヴル・スーパーヒーローズ（カプコン）
エックスメン VS. ストリートファイター（カプコン）
マーヴル・スーパーヒーローズ VS. ストリートファイター（カプコン）
MARVEL VS. CAPCOM CLASH OF SUPER HEROES（カプコン）
MARVEL VS. CAPCOM 2 NEW AGE OF HEROES（カプコン）
MARVEL VS. CAPCOM 3 Fate of Two Worlds（カプコン）
PlayStation 3、Xbox 360で発売。
X-MEN Mutant Apocalypse（カプコン）
1995年発売のスーパーファミコン用横スクロールアクションゲーム。格闘ゲーム版とは別内容。
X-MEN MUTANT ACADEMY（サクセス）
プレイステーションで発売された対戦型格闘ゲーム。発売はACTIVISION、開発はParadox。日本版の発売はサクセス。上記のカプコンのシリーズとは関係がない。以下はシリーズ。
X-MEN MUTANT ACADEMY（サクセス）
上記のゲームボーイカラー版に相当するが、ゲーム内容や登場キャラクターが大きく異なる。こちらの開発はCRAWFISH Interactive。
X-MEN MUTANT ACADEMY 2（サクセス）
PS版の続編。キャラクターは前作より増え、全14人。それとは別に隠しキャラクターとして同じマーベル・コミックスのスパイダーマンとプロフェッサーXが使える。
X-Men Legends
Xboxのワールドコレクションで発売。発売はACTIVISION、開発はRAVEN SOFTWARE。斜め上から見たスタイルのアクションRPG。続編も発売された。
X-Men Legends II: Rise of Apocalypse
Xbox、ニンテンドー ゲームキューブ、PlayStation 2の3ハード同時発売されたが、発売日が遅れてPlayStation Portableも発売された。日本では発売されていないが、Xboxなら海外版をプレイすることができる。
尚、PSP版は発売が遅れた代わりにキャラクターが4人追加されている。
X-MEN LEGENDSの続編で、『エイジ・オブ・アポカリプス』をモデルとしたゲーム版オリジナルストーリーでゲームが進む。システムに大きな変化はない。ナイトクロウラーなどは『エイジ・オブ・アポカリプス』をモデルとしたグラフィックになっているが、同作で死んでいたプロフェッサーXが生きているなどストーリーの核となる部分が変わっている。
PSP版では4人の追加キャラが使用可能となり、「発売が遅れてすみません。しかしPSPではケーブルが使えます！！」という売り文句をWebサイトで載せていた。
マーベル アルティメット アライアンス
日本ではWii、PS3でのみ発売。PSP、PS2、Xbox、ゲームボーイアドバンス、Xbox 360はアメリカでは発売されている。X-MEN LEGENDS2作と同様に米国版のソフトを日本のXbox 360でプレイ可能（アジア版も発売されている）。実質上、上記LEGENDS2作品の続編。X-MENだけでなく多数のMARVELキャラクターが共演するクロスオーバー作品。発売はACTIVISION、開発はRAVEN SOFTWARE、代理店（翻訳）はインターチャネル・ホロン。斜め上から見たスタイルのアクションRPG。
アクションのシステムに、細かいがこのゲームにとって非常に大きな影響をもたらす点が加わった。全キャラに2段ジャンプ、またはその代わりに、スパイダーマンの糸による連続ジャンプ、ソー・ストーム・アイアンマンなどの飛行といった、空中での機動性を上げる能力がついた。また、ミュータント（ヒーロー）の能力が空中でも出せるようになった。ストームが空中で雷や嵐を起こすなど、ゲーム性だけでなく原作ファンも喜べるキャライメージが色々なキャラで作りやすくなった。しかしゴーストライダーにバイクがない、など致命的とも言える点もある。
ちなみにWii版は独自のモーションコントローラを活かし、リモコンを振り回すアクションで必殺技を出せたり独自のアクションを繰り出したりすることが出来る。
Marvel: Ultimate Alliance 2
『マーベル アルティメット アライアンス』の続編で2009年発売。日本で未発売。